# Botsuana
Botsuana (en inglés: Republic of Botswana; en setsuana: Lefatshe la Botswana) es un país soberano sin salida al mar del sur de África cuya forma de Gobierno es la república presidencialista y unitaria. Su territorio está dividido en quince distritos, nueve rurales y seis urbanos. La capital del país es la ciudad de Gaborone.
Geográficamente el país se extiende sobre terreno llano, con un 70 % de su superficie cubierta por el desierto de Kalahari.[cita requerida] Limita al norte con Zambia, al este con Zimbabue, al sur con Sudáfrica y al oeste y al norte con Namibia. Ocupa el puesto 48 en países por superficie.
Botsuana fue uno de los países más pobres de África en el momento en que se independizó del Reino Unido en 1966, cuando exhibía un PIB per cápita de alrededor de los 70 dólares. No obstante, Botsuana es una nación que ha logrado un incremento importante en el nivel de ingresos, con una de las economías de más rápido crecimiento en el mundo. Según estimaciones del FMI en 2018, Botsuana presentaba una tasa de crecimiento promedio anual de 9 %, y posee un PIB (PPA) per cápita de alrededor de 18,843 dólares, siendo uno de los más altos de África.
La alta inversión en educación, un 21 % del PIB, ha logrado importantes conquistas como la provisión de educación casi universal y gratuita, así como también mejoras notables en el sector salud para disminuir la mortalidad por enfermedades. Esto ha permitido a Botsuana tener un desarrollo humano relativamente alto y es considerado uno de los más altos del África subsahariana. El nivel democrático del Estado es muy elevado, el índice de democracia es el segundo más alto de África solamente por detrás de Mauricio, ocupando el puesto 30.º de ranking mundial por delante de países como Italia o Bélgica.
Los ingresos familiares son mucho más bajos en las zonas rurales que en las urbanas (HIES 2002/03). Aunque la tasa de pobreza rural ha disminuido, sigue siendo significativamente más alta que en las urbanas. La tasa de infección por VIH/sida se ha reducido, como resultado de una agresiva intervención del Gobierno en la lucha contra la enfermedad, donde los medicamentos son proporcionados gratuitamente a los ciudadanos.[cita requerida] En 2021 se estimaba un total de 360 000 ciudadanos infectados.
El país ha tratado de diversificar su economía en los últimos años. En 2008 dependía en gran medida de los servicios (45.2 %), la industria (52.9 %), y agricultura (1.9 %) estrechamente vinculadas con el comercio con Sudáfrica.

## Historia
La palabra batswana, un término usado también para denotar a todos los ciudadanos de Botsuana, se refiere al principal grupo étnico del país (los "tswana" en Sudáfrica), el cual entró en el área de Sudáfrica durante las guerras zulúes de los primeros años del siglo XIX, el llamado Mfecane. Antes de los contactos con Europa, los batswana vivían como pastores y granjeros bajo dominio tribal.

### Prehistoria
Se calcula que los homínidos vivieron en Botsuana durante el Pleistoceno. Las herramientas de piedra y los restos de animales indican que todas las zonas del país estuvieron habitadas hace al menos 400.000 años.
Se afirma que este podría ser el lugar de nacimiento de todos los humanos modernos desde hace unos 200.000 años. Las pruebas dejadas por los humanos modernos, como las pinturas rupestres, tienen unos 73.000 años. Se cree que los primeros habitantes conocidos del sur de África fueron los antepasados de los actuales pueblos san ("bosquimanos") y khoi. Ambos grupos hablan lenguas clic de las pequeñas familias khoe-kwadi, kx'a y tuu, cuyos miembros cazaban, recolectaban y comerciaban a larga distancia. Cuando se introdujo el ganado vacuno hace unos 2000 años en el sur de África, el pastoreo se convirtió en un elemento importante de la economía, ya que la región contaba con grandes praderas libres de la mosca tsetsé.
No está claro cuándo los pueblos de habla bantú se trasladaron por primera vez al país desde el norte, aunque el año 600 d. C. parece ser una estimación consensuada. En esa época, los antepasados de los actuales kalanga se trasladaron a lo que hoy es el noreste del país. Estos proto-kalanga estaban estrechamente relacionados con estados de Zimbabue, así como con el estado de Mapungubwe, y el más notable de ellos eran las ruinas de Domboshaba, un yacimiento cultural y patrimonial de Botsuana ocupado inicialmente hacia finales del periodo del Gran Zimbabue (1250-1450), con muros de piedra que tienen una altura media de 1,8 metros. 
El sitio es un lugar respetado por los habitantes de la región, y se cree que el jefe vivía en la cima de la colina con sus ayudantes o asistentes. Estos estados, situados fuera de las fronteras actuales de Botsuana, parecen haber mantenido rebaños masivos de ganado en lo que hoy es el Distrito Central, aparentemente en cifras cercanas a la densidad ganadera moderna. Este complejo ganadero masivo prosperó hasta 1300 aproximadamente y parece haber retrocedido tras el colapso de Mapungubwe. Durante esta época, los primeros grupos de habla tswana, los bakgalagadi, se trasladaron a las zonas meridionales del Kalahari. Todos estos pueblos estaban conectados con las rutas comerciales que discurrían por el río Limpopo hasta el océano Índico, y mercancías procedentes de Asia, como los abalorios, llegaron a Botsuana, probablemente a cambio de marfil, oro y cuernos de rinoceronte.

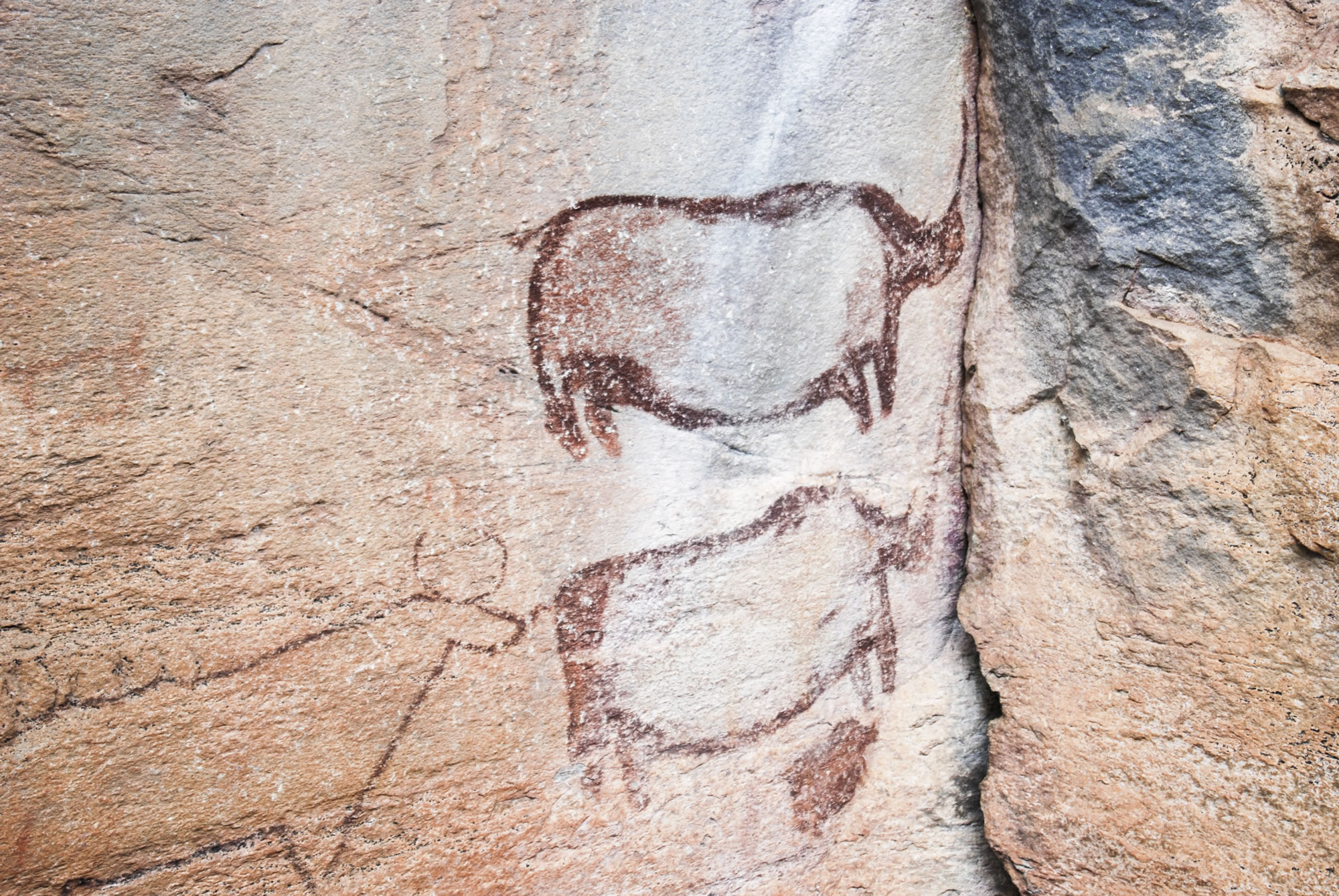
La pintura "Dos rinocerontes" en Tsodilo, Patrimonio Mundial de la UNESCO

Las fechas de radiocarbono de Toutswemogala Hill Iron Age Settlement para este asentamiento oscilan entre el siglo VII y finales del XIX, lo que indica una ocupación de más de mil años. La colina formó parte de la formación de los primeros estados del sur de África, en los que la ganadería era la principal fuente de ingresos. El asentamiento de Toutswe incluye viviendas, grandes montones de estiércol de vaca vitrificado y enterramientos, mientras que la estructura más destacada es el muro de piedra. Alrededor del año 700 d. C., el pueblo Toutswe se trasladó hacia el oeste de Botsuana e inició un sistema de tenencia de la tierra agrícola y pastoril basado en el sorgo y el mijo, y en el ganado domesticado, respectivamente. El yacimiento estaba situado en el centro de un área cultural más amplia del este de Botsuana y comparte muchos puntos en común con otros yacimientos arqueológicos de esta región, tanto en los estilos de producción cerámica como en las épocas habitadas. Se observaron grandes estructuras que contenían restos vitrificados de estiércol animal, lo que llevó a la teoría de que se trataba de recintos para animales y que, por tanto, la colina de Toutswemogala era un importante centro de cría de animales en la región.
Sin embargo, la agricultura también desempeñó un papel vital en la longevidad de la prolongada ocupación de la colina de Toutswemogala, ya que también se han encontrado en el yacimiento numerosas estructuras de almacenamiento de grano. Las numerosas capas estratificadas de los suelos de las viviendas señalan además una ocupación continuada durante cientos de años. Aún no se ha datado con precisión la llegada de los antepasados de los tswana que llegaron a controlar la región. Como muy tarde en 1500 d. C., los miembros de la tribu Bakwena, bajo el mando de un líder llamado Kgabo II, llegaron al sur del Kalahari y expulsaron a los habitantes de Bakgalagadi hacia el oeste, adentrándose en el desierto. Con el paso de los años, varias ramas de los bakwena se trasladaron a territorios colindantes. Los bangwaketse ocuparon zonas al oeste, mientras que los bangwato se trasladaron al noreste, a las antiguas zonas de Kalanga. Poco después, un vástago bangwato conocido como batawana emigró al delta del Okavango, probablemente en la década de 1790.

### Guerras

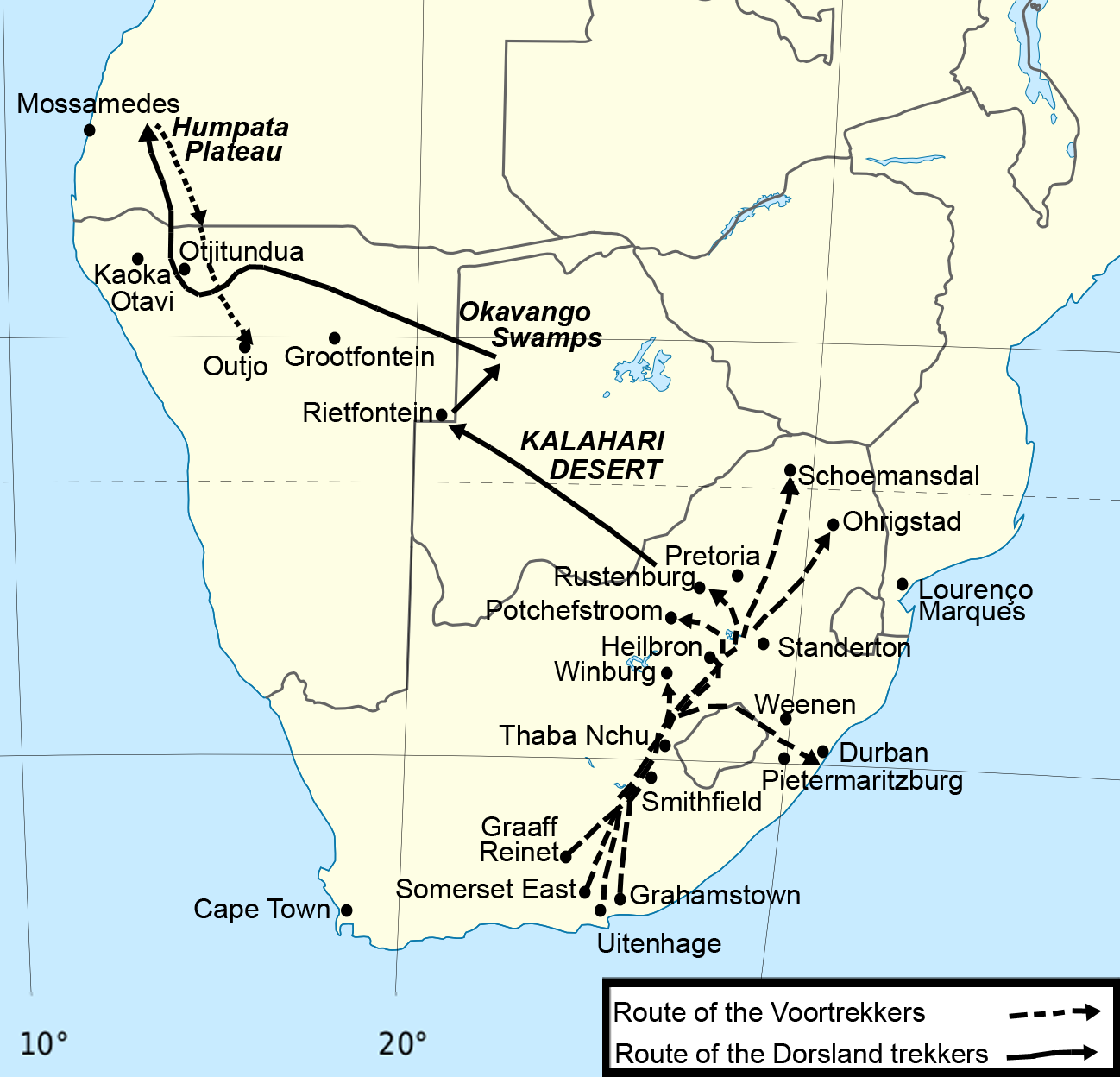
Mapa de la Ruta usada en el Dorsland Trek entre 1874 y 1880 desde Transvaal (Sudáfrica) hasta las actuales Namibia, Botsuana y Angola

Los primeros registros escritos relacionados con la actual Botsuana aparecen en 1824. Lo que muestran estos registros es que los bangwaketse se habían convertido en el poder predominante de la región. Bajo el gobierno de Makaba II, los bangwaketse mantenían grandes rebaños de ganado en zonas desérticas bien protegidas y utilizaban su destreza militar para asaltar a sus vecinos. Otras jefaturas de la zona, por aquel entonces, tenían capitales de unos 10.000 habitantes y eran bastante prósperas. Este equilibrio llegó a su fin durante el periodo Mfecane, 1823-1843, cuando una sucesión de pueblos invasores procedentes de Sudáfrica entraron en el país. Aunque los bangwaketse lograron derrotar a los invasores bakololo en 1826, con el tiempo todos los principales cacicazgos de Botsuana fueron atacados, debilitados y empobrecidos. Los Bakololo y los AmaNdebele asaltaron repetidamente y se llevaron un gran número de cabezas de ganado, mujeres y niños de Botsuana, la mayoría de los cuales fueron expulsados al desierto o a zonas santuario como cimas de colinas y cuevas. Esta amenaza sólo disminuyó a partir de 1843, cuando los amandebele se trasladaron al oeste de Zimbabue.
Durante las décadas de 1840 y 1850 se abrió el comercio con los comerciantes de la Colonia del Cabo, lo que permitió la reconstrucción de los cacicazgos batswana. Los bakwena, bangwaketse, bangwato y batawana cooperaron para controlar el lucrativo comercio de marfil y utilizaron los beneficios para importar caballos y armas, lo que a su vez les permitió establecer el control sobre lo que hoy es Botsuana. Este proceso se había completado en gran medida en 1880, y así los bosquimanos, los kalanga, los bakgalagadi y otras minorías actuales fueron subyugados por los batswana.
Tras la Gran Travesía, los afrikáners de la Colonia del Cabo se establecieron en las fronteras de Botsuana, en el Transvaal. En 1852, una coalición de jefaturas tswana liderada por Sechele I derrotó las incursiones afrikáner en la batalla de Dimawe y, tras unos ocho años de tensiones y hostilidades intermitentes, llegó a un acuerdo de paz en Potchefstroom en 1860. A partir de ese momento, se acordó la frontera actual entre Sudáfrica y Botsuana, y los afrikáners y los batswana comerciaron y trabajaron juntos de forma comparativamente pacífica.
En 1884, la caballería batawana, un clan tswana del norte bajo el mando de Kgosi Moremi, luchó y derrotó la invasión ndebele del norte de Botsuana en la batalla de Khutiyabasadi. Este es el comienzo del colapso del reino ndebele en Zimbabue y ayudó a la autoridad de habla tswana.
Debido a las nuevas condiciones de paz, el comercio prosperó entre 1860 y 1880. De ello se aprovecharon los misioneros cristianos. Los luteranos y la Sociedad Misionera de Londres se establecieron en el país en 1856. En 1880, todas las aldeas importantes contaban con un misionero residente, y su influencia se dejó sentir poco a poco. Khama III (1875-1923) fue el primero de los jefes tswana en hacer del cristianismo una religión de estado y, como consecuencia, cambió gran parte del derecho consuetudinario tswana. El cristianismo se convirtió en la religión oficial de facto en todos los cacicazgos antes de la Primera Guerra Mundial.

### Colonización
En el siglo XIX, se rompieron las hostilidades entre los batswana y los colonos bóer de Transvaal. Tras apelaciones de ayuda de los batswana, el Gobierno británico, en febrero de 1885, instauró el protectorado de Bechuanalandia. El territorio norte permaneció bajo administración directa y es la actual Botsuana, mientras que el territorio sureño se hizo parte de la Colonia del Cabo y es ahora parte de la provincia noroccidental de Sudáfrica; la mayoría de la gente de habla setswana vive hoy en Sudáfrica.
A pesar de la presión sudafricana, los habitantes del protectorado de Bechuanalandia, Basutolandia (ahora Lesoto), y Suazilandia en 1907 pidieron y recibieron seguridades británicas de que no serían incluidos en la propuesta Unión de Sudáfrica. Una expansión de la autoridad central británica y la evolución del Gobierno tribal resultó en el establecimiento en 1920 de dos consejos de asesoría representando a los africanos y europeos. Proclamaciones en 1934 regularizaron los poderes y dominio tribal. Un consejo asesor europeo-africano se formó en 1951, y la constitución de 1961 estableció un consejo legislativo consultante.

### Independencia

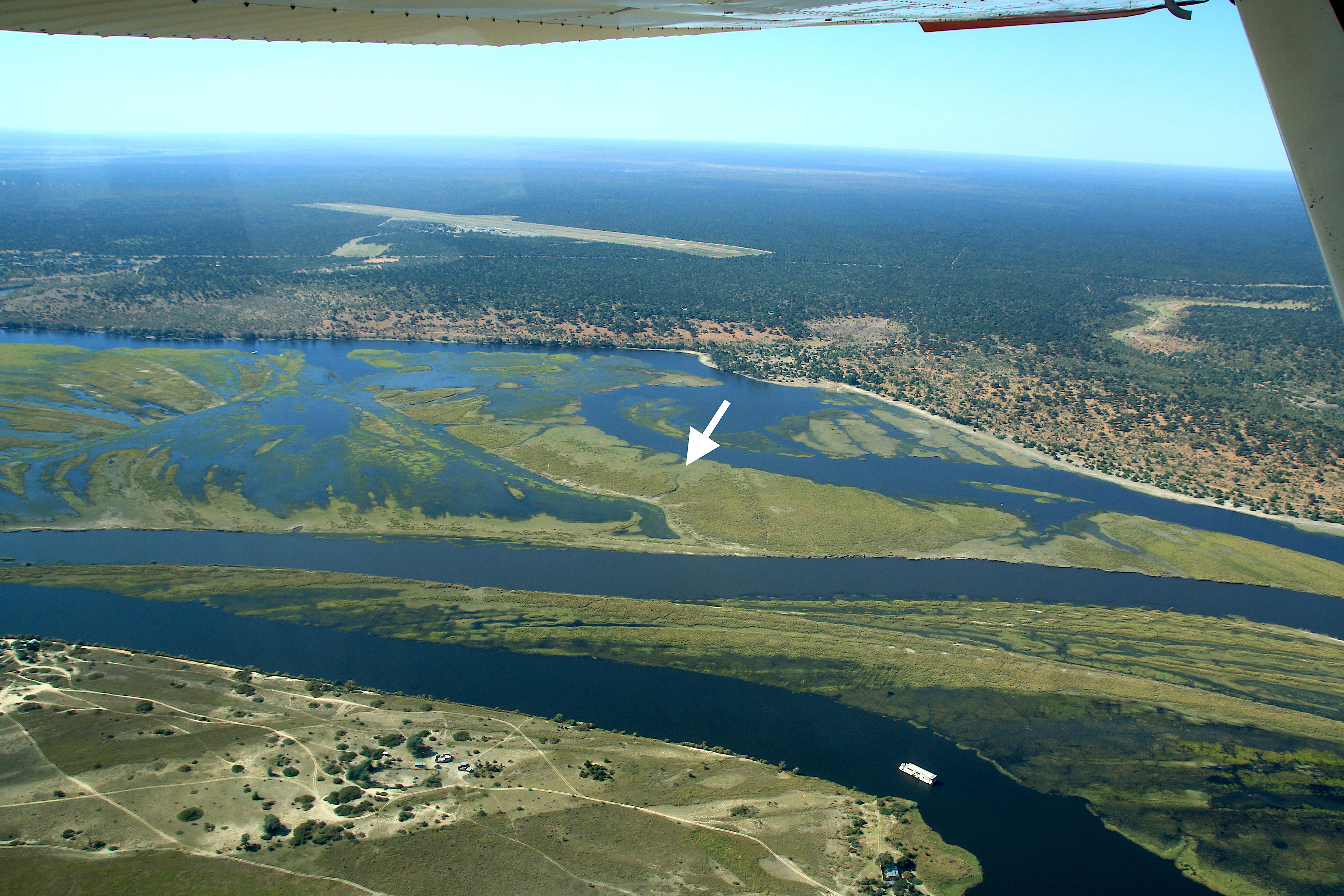
La isla de Sedudu de 5 km² fue objeto de una disputa entre Botsuana y Namibia pero en 1999 la Corte internacional de Justicia decidió a favor de Botsuana

En junio de 1964, Gran Bretaña aceptó las propuestas para un autogobierno democrático en Botsuana. La sede de gobierno fue trasladada desde Mafikeng, en Sudáfrica, a la establecida Gaborone en 1965. Desde entonces, Botsuana es el único país de África sin golpes de Estado y además uno de los más estables. La constitución de 1965 condujo a las primeras elecciones generales y a la independencia en septiembre de 1966. Seretse Khama, un líder del movimiento independentista y el legítimo reclamador al gobierno tradicional de los Bamangwato, fue elegido como el primer presidente, reelecto dos veces, y murió en su cargo en 1980. 
La presidencia pasó al vicepresidente, Quett Masire, quien fue elegido en 1984 y reelecto en 1989 y 1994. Masire se retiró del cargo en 1998. La presidencia pasó al vicepresidente, Festus Mogae, quien fue reelegido en 1999. Mogae ganó un segundo periodo en las elecciones celebradas el 30 de octubre de 2004. La presidencia pasó en 2008 a Ian Khama (hijo del primer presidente), que había estado sirviendo como vicepresidente de Mogae. Ian Khama fue reelecto en 2014, elecciones en la que su organización política, el Partido Democrático de Botsuana, ganó 37 de los 57 escaños. En 2018, Khama fue sucedido por Mokgweetsi Masisi.

## Gobierno y política

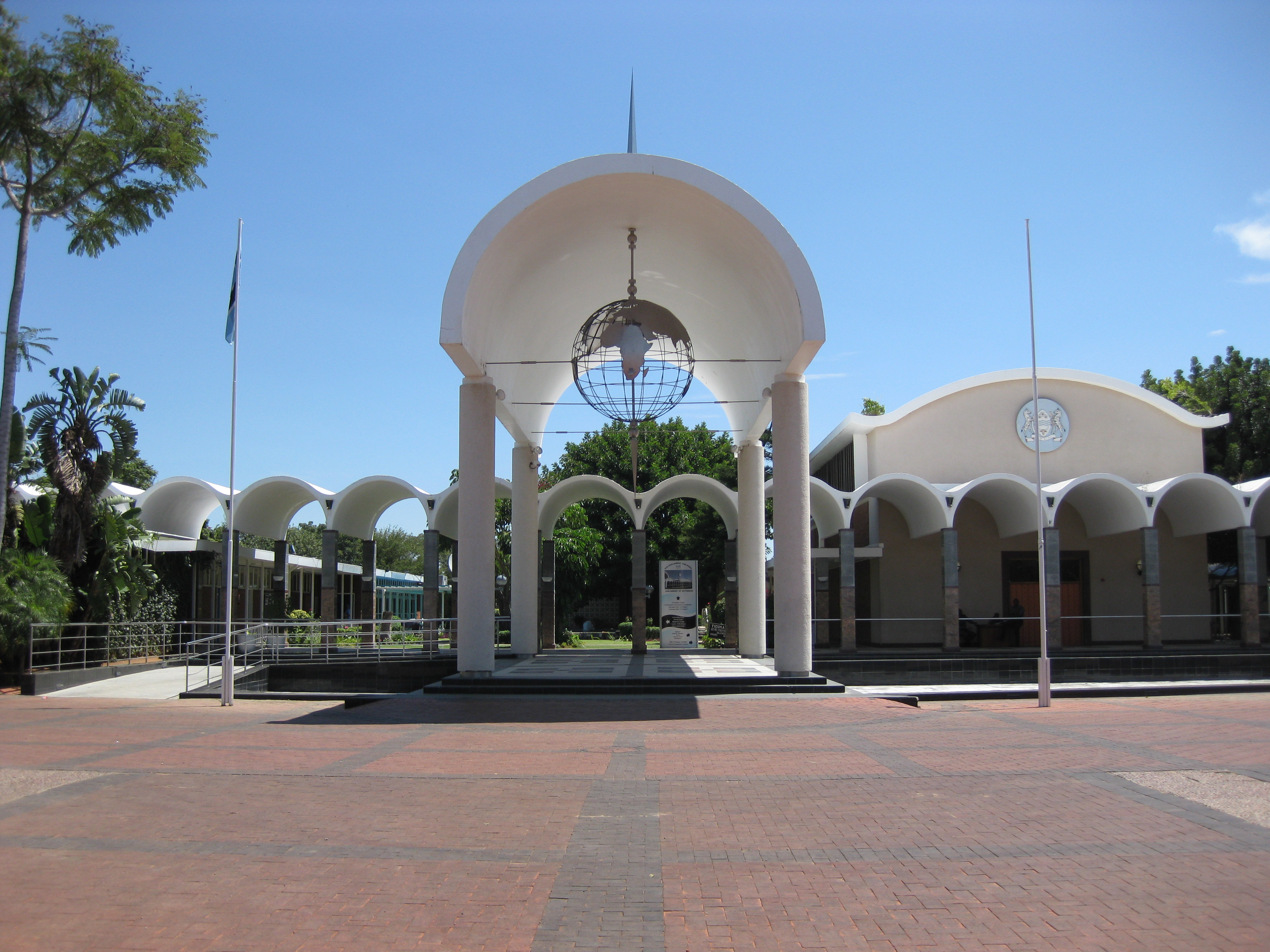
Edificio de la Asamblea Nacional de Botsuana.

Botsuana es una república presidencialista con una democracia representativa dentro de un sistema multipartidista. 
«El poder ejecutivo reside en el Presidente, que es a la vez, jefe del Estado y del Gobierno. No puede, por mandato constitucional, estar más de dos legislaturas en el poder (diez años). El presidente es el candidato nombrado por el partido que tiene la mayoría de apoyos de los miembros electos del Parlamento. El vicepresidente es elegido por el presidente, pero debe ser ratificado por el Parlamento, y asume las funciones del presidente en caso de que éste deje el cargo. El presidente nombra a su Gabinete y tiene amplios poderes ejecutivos. La Constitución establece la separación de poderes, pero el ejecutivo es fuerte y domina al Parlamento.»

«El poder legislativo es unicameral y lo ostenta la Asamblea Nacional. Está integrada por 63 parlamentarios, 57 de los cuales son elegidos directamente por sufragio universal cada cinco años, cuatro son elegidos por la Asamblea a propuesta del presidente y dos forman parte de la Asamblea de oficio (el presidente del país y el speaker). La Asamblea se renueva cada cinco años.» 

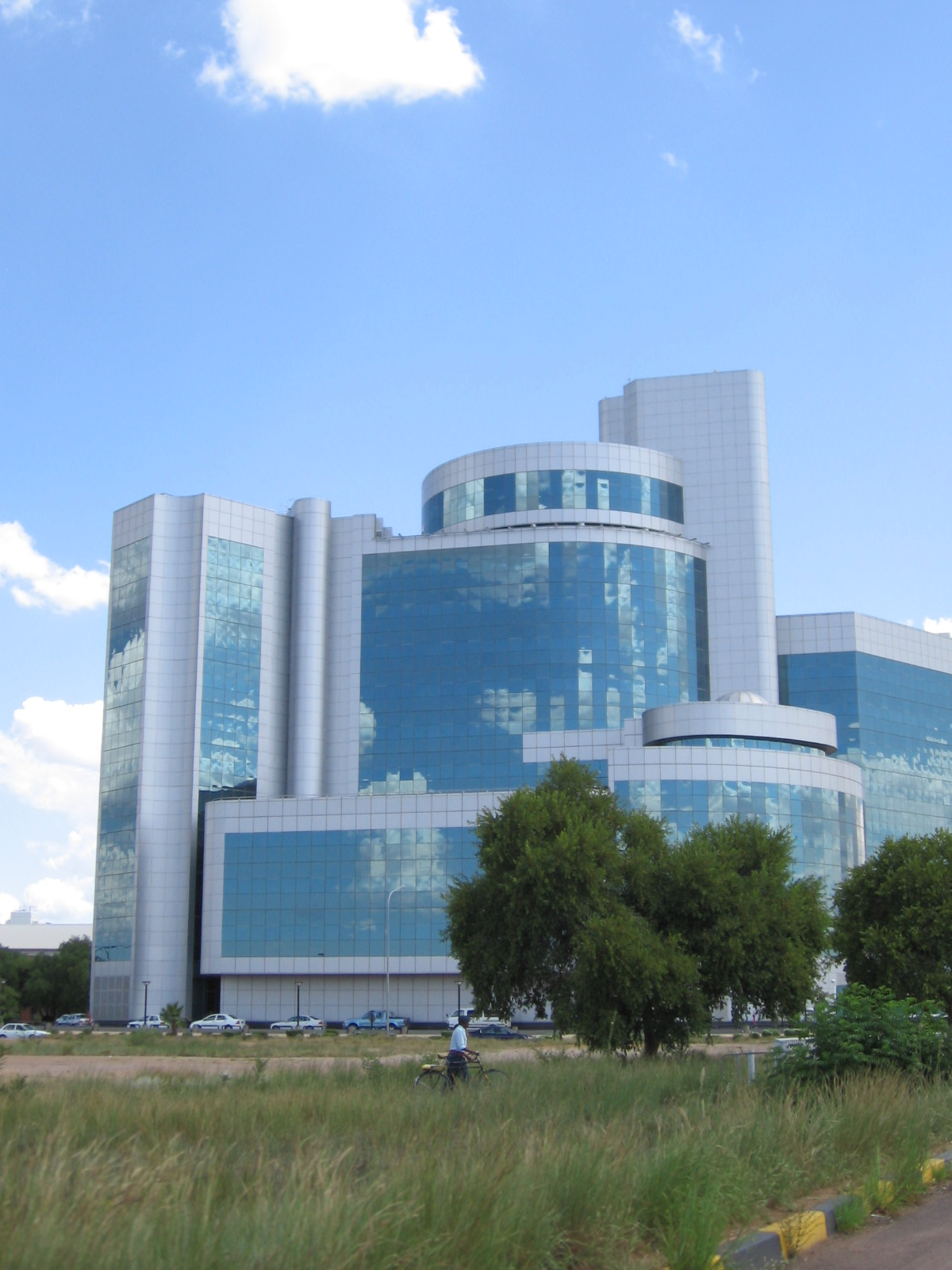
Edificios de Ministerios en Gaborone la Capital de Botsuana

El poder judicial es independiente de los otros poderes.
Botsuana está considerado como uno de los países más estables de todo el continente. A lo largo de su historia no ha vivido ningún golpe de Estado y posee uno de los índices democráticos más elevados de toda África.

### Defensa
Las Fuerzas de Defensa de Botsuana (Botswana Defence Force o Sesole Sa Botswana)) son las encargados de mantener la paz y la seguridad dentro del país. Fundadas en 1977, cuentan con más de 8700 elementos activos, y se espera que se extienda a más de 10 000. En proporción a la población botsuanesa, las fuerzas armadas son numerosas. Al ser un país sin salida al mar, las Fuerzas de Defensa de Botsuana no cuentan con una armada. El presidente es el comandante en jefe.
Las BDF patrullaron a lo largo de la frontera con Rodesia en los últimos años de la Guerra de Rodesia. Tras el final de la guerra y la independencia de Zimbabue en 1980, la atención se desplazó hacia Sudáfrica. Los grupos antiapartheid utilizaron Botsuana como refugio, lo que provocó varias incursiones transfronterizas de las Fuerzas de Defensa Sudafricanas. Un punto de inflexión fue el Raid on Gaborone del 14 de junio de 1985, tras la incursión asesina de la Sudáfrica del apartheid en Gaborone, que se saldó con la muerte de cuatro miembros del Medu Art Ensemble. Las BDF se vieron presionadas para detener estos ataques, pero nunca consiguieron disparar un tiro contra las tropas sudafricanas. La BDF estableció controles de carretera e impuso toques de queda en respuesta a las incursiones.

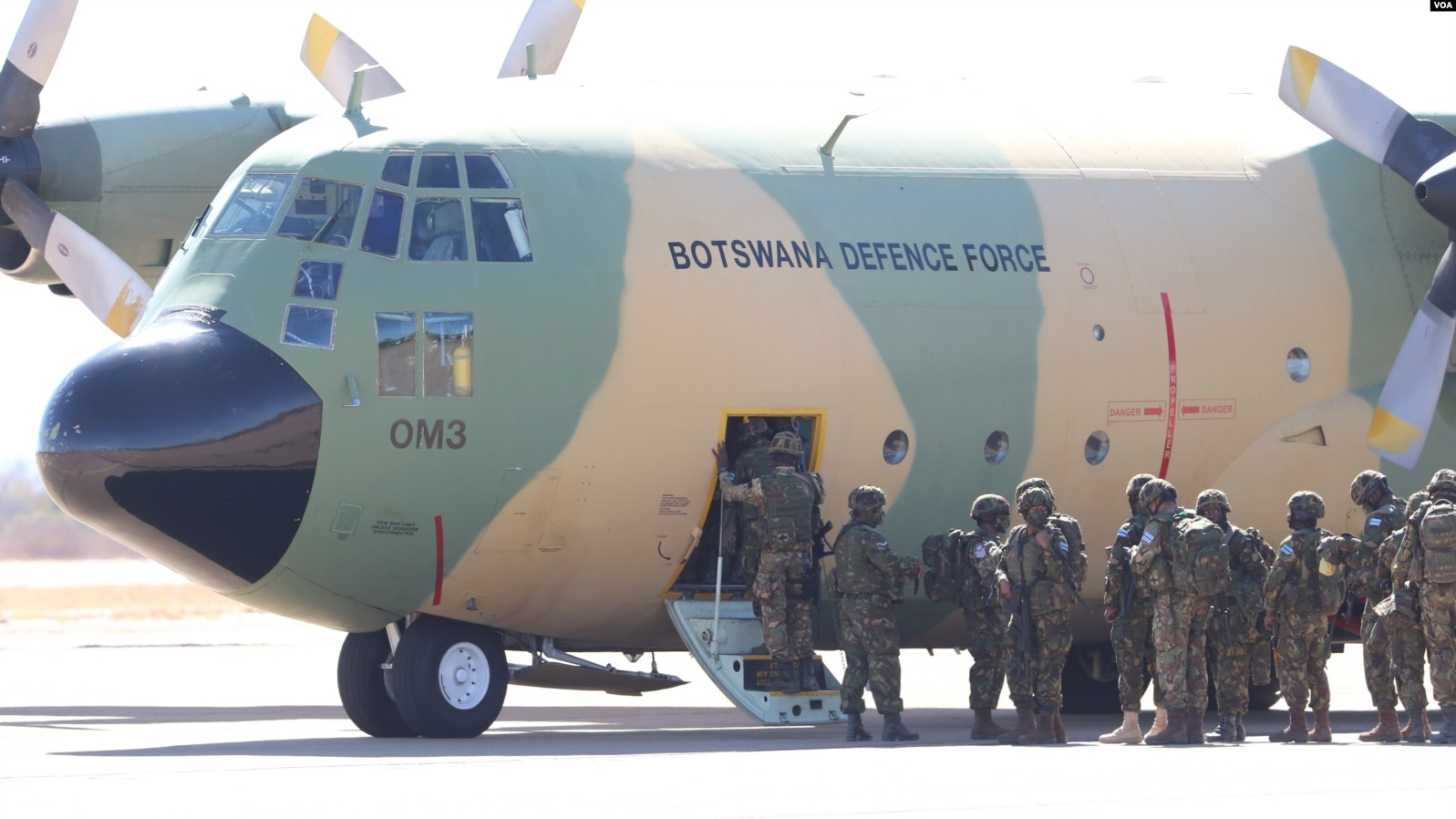
Soldados embarcan en un avión de las Fuerzas de Defensa de Botsuana con destino a Mozambique

Tras el fin del apartheid, las misiones de las BDF se centraron cada vez más en actividades contra la caza furtiva, la preparación y respuesta ante catástrofes (incluida la búsqueda y rescate), el apoyo a las autoridades civiles y el mantenimiento de la paz en el extranjero. La BDF, una institución muy respetada y en la que confían los dirigentes políticos, ha visto aumentar su papel con el tiempo para incluir misiones no tradicionales, como la respuesta a catástrofes y el refuerzo de la policía durante las vacaciones y los periodos de alta criminalidad. La profesionalidad de la BDF y su capacidad para llevar a cabo con éxito cualquier tarea que le encomiende el Gobierno ha dado lugar en ocasiones a una sobrecarga de tareas en apoyo de las autoridades civiles. En 2015, la BDF reclutó a sus primeras mujeres soldado.

### Política Exterior
Botsuana ha dado prioridad a la integración económica y política en el sur de África. Ha intentado hacer de la Comunidad para el Desarrollo del África Austral (SADC) un vehículo de trabajo para el desarrollo económico, y ha promovido los esfuerzos para que la región se autogestione en términos de diplomacia preventiva, resolución de conflictos y buena gobernanza.
Las relaciones entre Botsuana y Namibia son amistosas, y ambos países vecinos cooperan en el desarrollo económico. Botsuana se independizó de Gran Bretaña en septiembre de 1966. Namibia se independizó de Sudáfrica en 1990, tras la Guerra de Independencia de Namibia.

Embajada de Botsuana en Canberra, Australia

Botsuana y la Unión Soviética iniciaron relaciones diplomáticas el 6 de marzo de 1970. A pesar de su orientación prooccidental, Botsuana participó en los Juegos Olímpicos de Verano de 1980. Las relaciones actuales entre ambos países se describen como amistosas y duraderas. En marzo, ambos países celebraron el 35 aniversario del establecimiento de relaciones diplomáticas. Según el ministro de Asuntos Exteriores, Rusia fue uno de los primeros países en establecer relaciones diplomáticas plenas con Botsuana.
La cooperación comercial y económica entre Rusia y Botsuana está estipulada en el Acuerdo Comercial de 1987 y en el Acuerdo de Cooperación Económica y Técnica de 1988. 
Botsuana estableció relaciones diplomáticas con el Reino Unido el 30 de septiembre de 1966. Botsuana mantiene una Alta Comisión en Londres. El Reino Unido mantiene una Alta Comisión en Gaborone.
El Reino Unido gobernó Botsuana desde 1885 hasta su independencia el 30 de septiembre de 1966. Ambos países comparten la pertenencia a la Commonwealth de Naciones, y el Acuerdo Comercial de Continuidad SACUM-Reino Unido.

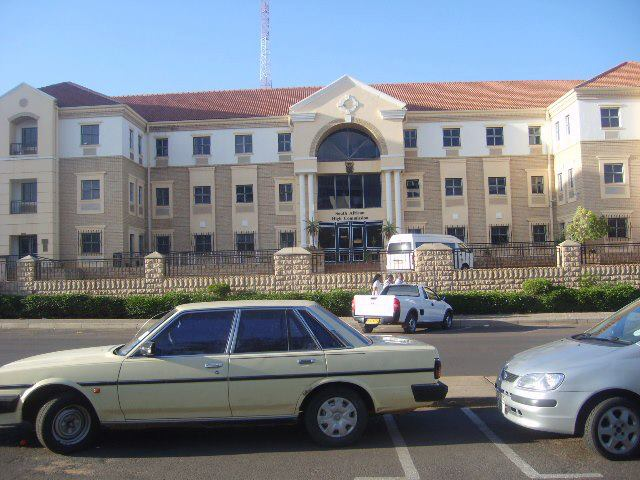
Embajada de Sudáfrica en Gaborone, Botsuana

Estados Unidos considera a Botsuana un defensor y modelo de estabilidad en África y ha sido un socio importante en el desarrollo de Botsuana desde su independencia. Los Cuerpos de Paz de Estados Unidos regresaron a Botsuana en agosto de 2002 centrándose en programas relacionados con el VIH/SIDA, tras concluir en 1997 30 años de asistencia con objetivos más amplios. Del mismo modo, la USAID puso fin a una larga asociación bilateral con Botsuana en 1996, después de exitosos programas centrados en la educación, la formación, el espíritu empresarial, la gestión medioambiental y la salud reproductiva. Sin embargo, Botsuana sigue beneficiándose, junto con sus vecinos de la región, de la Iniciativa para África Austral de USAID, ahora con sede en Pretoria, y del Centro de Competitividad Global de África Austral de USAID, con sede en Gaborone. La Junta Internacional de Radiodifusión de Estados Unidos (IBB) gestiona una importante estación de retransmisión de la Voz de América (VOA) en Botsuana, que da servicio a la mayor parte del continente africano.
Los gobiernos de Botsuana y Estados Unidos firmaron un acuerdo en julio de 2000 para establecer una Academia Internacional de Aplicación de la Ley (ILEA) en Gaborone. La academia, financiada, gestionada y dotada de personal conjuntamente por las dos naciones, imparte formación a policías y funcionarios gubernamentales de toda la región subsahariana. El campus permanente de la academia, situado en Otse, a las afueras de Gaborone, se inauguró en marzo de 2003. Más de 3.000 profesionales de las fuerzas del orden del África Subsahariana han recibido formación de la ILEA desde que empezó a impartir clases en 2001.

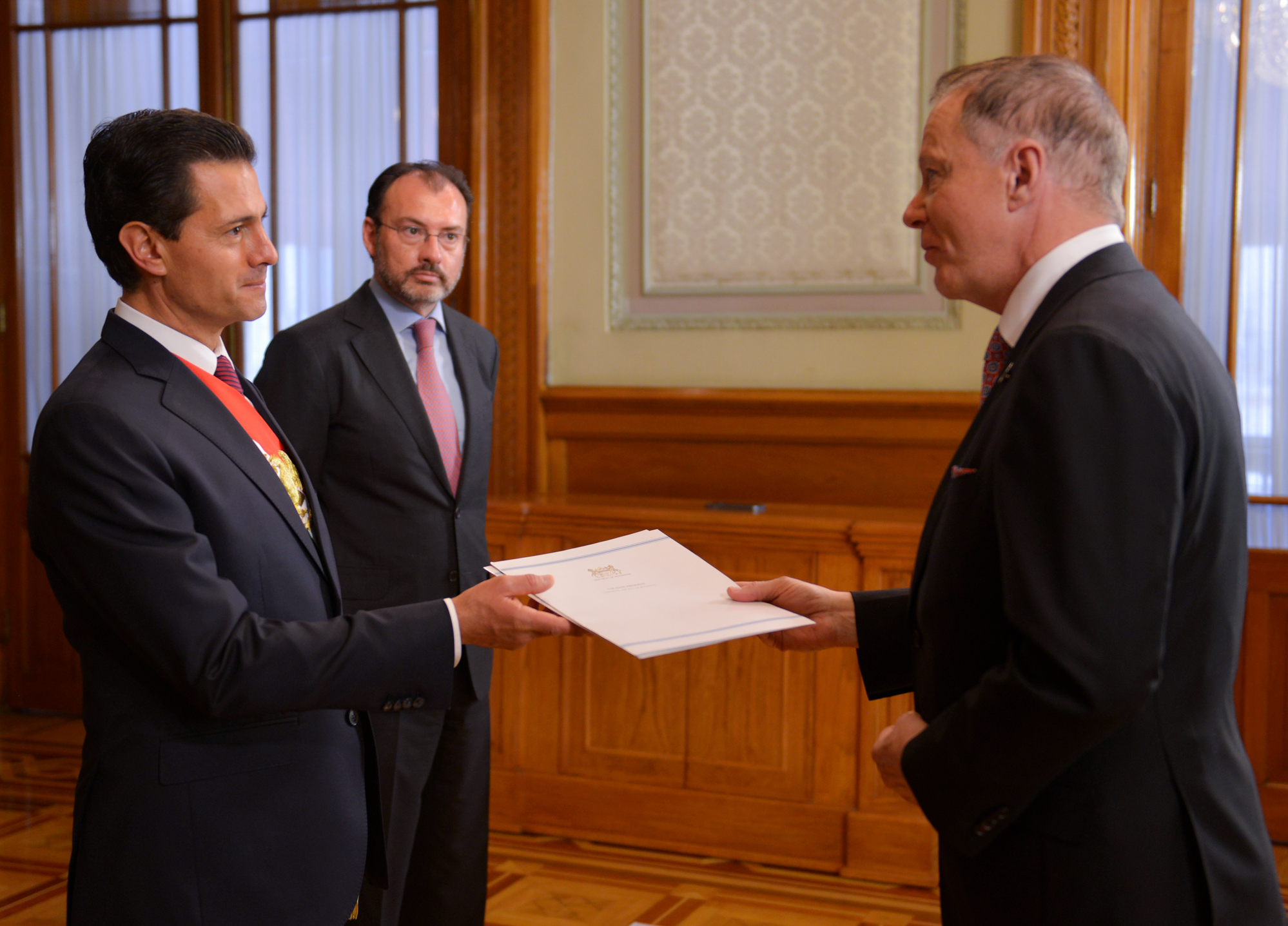
El Embajador de Botsuana presentando sus credenciales ante el entonces presidente de México Enrique Peña Nieto

Botsuana sigue luchando por sellar su frontera a miles de zimbabuenses que huyen del colapso económico y la persecución política. En 2015, 22.000 zimbabuenses fueron detenidos y deportados. Esta cifra ha aumentado a casi 29.000 deportaciones en 2018.
Las relaciones entre China y Bostsuana se establecieron por primera vez el 6 de enero de 1975. En 2010, con motivo del 35 aniversario de la formalización de las relaciones, el entonces embajador chino en Botsuana, Liu Huanxing, consideró que la relación entre ambos Estados era "fuerte" y "crecía rápidamente". Botsuana sigue la Política de Una Sola China, lo que significa que Botsuana no mantiene relaciones con la República de China (Taiwán). Tras el terremoto de Sichuan en China en 2008, el gobierno de Botsuana donó un millón de pulas.
A partir de la década de 1980, las relaciones económicas y comerciales se expandieron rápidamente entre ambos países. En 2008, el volumen total de comercio entre Botsuana y China fue de casi 360 millones de dólares estadounidenses. De enero a octubre de 2009, el volumen comercial aún ascendió a 193 millones en 10 meses, a pesar de la recesión mundial de 2008. En febrero de 2009, funcionarios chinos instaron a Botsuana a ampliar aún más las relaciones económicas, específicamente en la crucial industria del diamante de Botsuana, citando la creciente demanda china de diamantes frente a la disminución de la demanda en las otras grandes economías.

### Derechos humanos
En materia de derechos humanos, respecto a la pertenencia a los siete organismos de la Carta Internacional de Derechos Humanos, que incluyen al Comité de Derechos Humanos (HRC), Botsuana ha firmado o ratificado:
| Botsuana | Tratados internacionales  | Tratados internacionales | Tratados internacionales | Tratados internacionales  | Tratados internacionales  | Tratados internacionales | Tratados internacionales | Tratados internacionales | Tratados internacionales | Tratados internacionales | Tratados internacionales | Tratados internacionales | Tratados internacionales    | Tratados internacionales | Tratados internacionales | Tratados internacionales | Tratados internacionales  | Tratados internacionales  |
| --- | ------------------------- | ------------------------ | ------------------------ | ------------------------- | ------------------------- | --- | ------------------------ | --- | ------------------------ | --- | ------------------------ | --- | --------------------------- | ------------------------ | ------------------------ | --- | ------------------------- | ------------------------- |
| Botsuana | CESCR                     | CESCR                    | CCPR                     | CCPR                      | CCPR                      | CERD | CED                      | CEDAW | CEDAW                    | CAT | CAT                      | CRC | CRC                         | CRC                      | CRC                      | MWC | CRPD                      | CRPD                      |
| Botsuana | CESCR                     | CESCR-OP                 | CCPR                     | CCPR-OP1                  | CCPR-OP2-DP               | CERD | CED                      | CEDAW | CEDAW-OP                 | CAT | CAT-OP                   | CRC | CRC-OP-AC                   | CRC-OP-SC                | CRC-OP-CP                | MWC | CRPD                      | CRPD-OP                   |
| Pertenencia | Ni firmado ni ratificado. | Sin información.         | Firmado y ratificado.    | Ni firmado ni ratificado. | Ni firmado ni ratificado. | Botsuana ha reconocido la competencia de recibir y procesar comunicaciones individuales por parte de los órganos competentes. | Sin información.         | Botsuana ha reconocido la competencia de recibir y procesar comunicaciones individuales por parte de los órganos competentes. | Firmado y ratificado.    | Botsuana ha reconocido la competencia de recibir y procesar comunicaciones individuales por parte de los órganos competentes. | Sin información.         | Botsuana ha reconocido la competencia de recibir y procesar comunicaciones individuales por parte de los órganos competentes. | Firmado pero no ratificado. | Firmado y ratificado.    | Sin información.         | Botsuana ha reconocido la competencia de recibir y procesar comunicaciones individuales por parte de los órganos competentes. | Ni firmado ni ratificado. | Ni firmado ni ratificado. |
| Firmado y ratificado, firmado, pero no ratificado, ni firmado ni ratificado, sin información, ha accedido a firmar y ratificar el órgano en cuestión, pero también reconoce la competencia de recibir y procesar comunicaciones individuales por parte de los órganos competentes. |                           |                          |                          |                           |                           | |                          | |                          | |                          | |                             |                          |                          | |                           |                           |

## Organización territorial

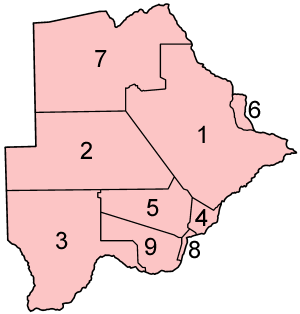
Mapa de los actuales distritos de Botsuana.

Botsuana está dividida en nueve entidades:
1. Central
2. Ghanzi
3. Kgalagadi
4. Kgatleng
5. Kweneng
6. Noreste
7. Noroeste
8. Sudeste
9. Sur

## Geografía

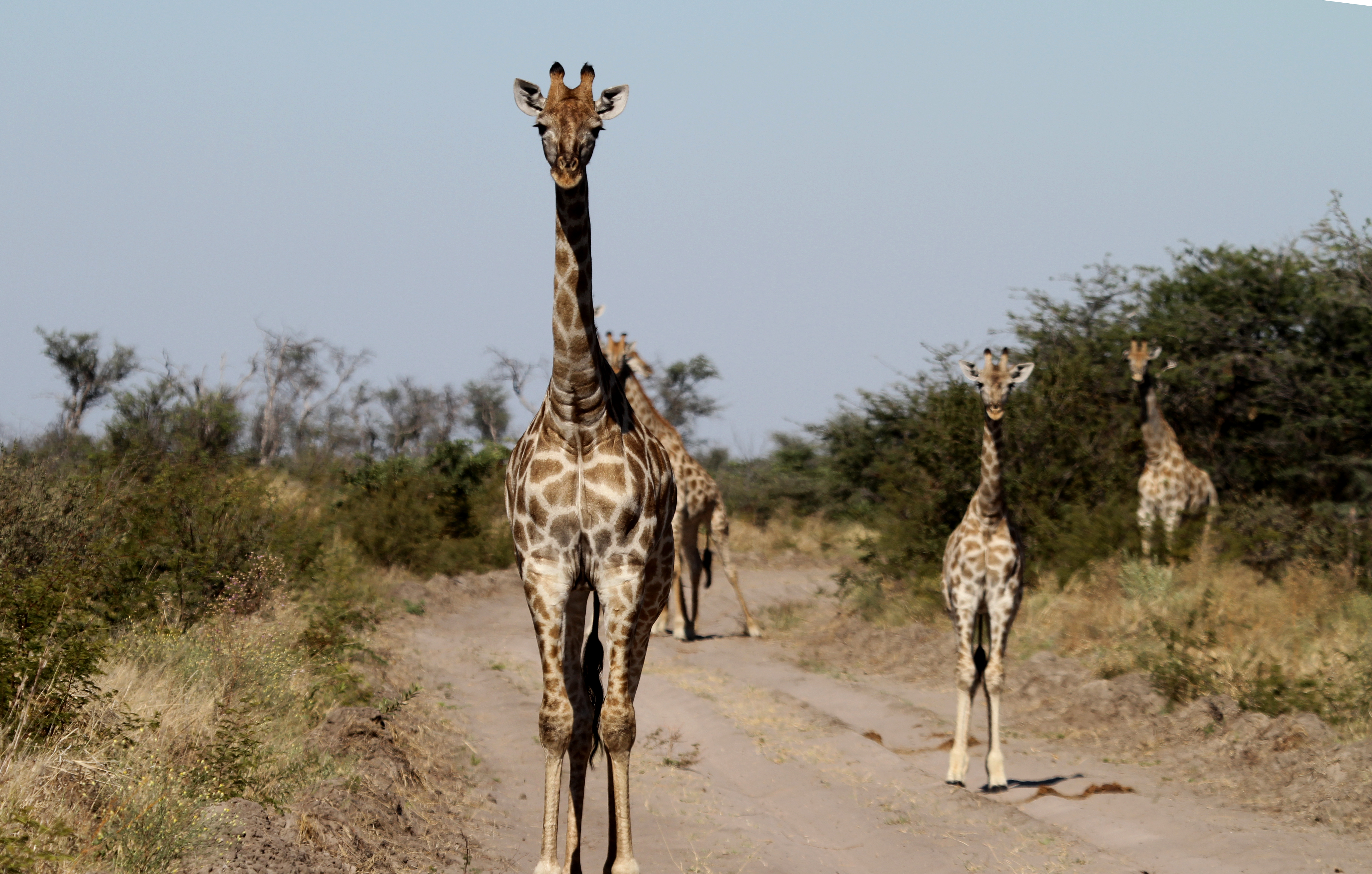
Jirafas en el Parque Nacional Makdikgadi, Botsuana

Botsuana limita al norte con Zambia (0,15 km), al este con Zimbabue (834 km), al sur con Sudáfrica (1969 km) y al oeste y al norte con Namibia (1544 km). Su superficie es comparable con la de España. Botsuana no posee salida al mar. El país está dominado en gran medida por el desierto del Kalahari, que domina el 70% de la superficie total del país, en especial el sur y el suroeste del país. Además, en su territorioª se encuentra el delta del Okavango, el delta interior más grande del mundo.
Su punto más alto son las colinas de Tsodilo, con 1.489 m s. n. m., mientras que su punto más bajo es la unión de los ríos Limpopo y Shashe, con 513 m s. n. m.

### Clima
Botsuana es semiárida, debido a la corta temporada de lluvias. Sin embargo, la altitud relativamente elevada del país y su situación continental le confieren un clima subtropical. El país está alejado de los flujos de aire cargados de humedad durante la mayor parte del año. 

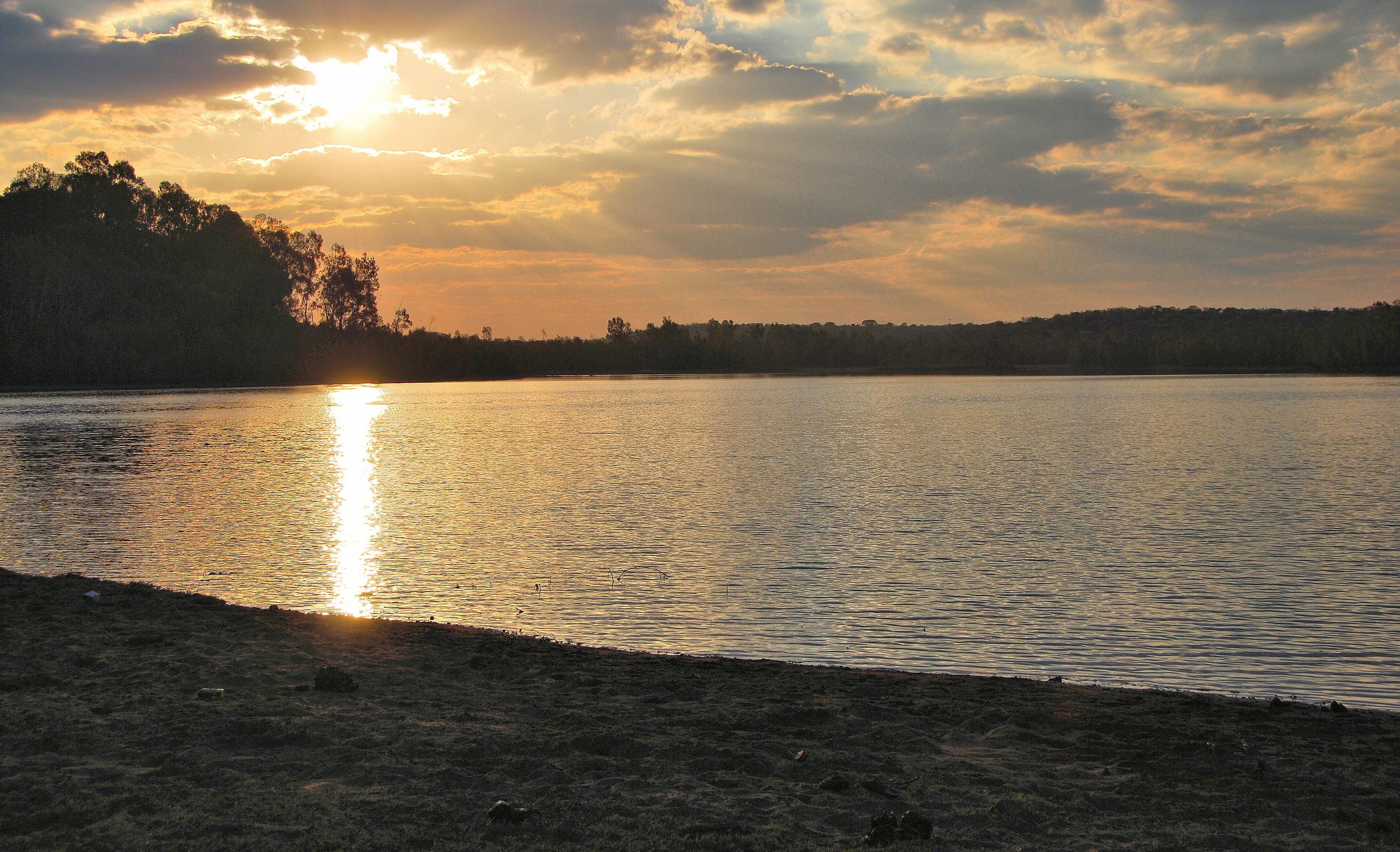
Playa de Botsuana en el Embalse de Bathoen

La estación seca dura de abril a octubre en el sur y hasta noviembre en el norte, donde, sin embargo, los totales de precipitaciones son mayores. El sur del país está más expuesto a los vientos fríos durante el periodo invernal (de principios de mayo a finales de agosto), cuando las temperaturas medias rondan los 14 °C (57,2 °F). Los veranos son calurosos en todo el país, con temperaturas medias en torno a los 26 °C (78,8 °F). La insolación es alta durante todo el año, aunque el invierno es el periodo más soleado. Todo el país es ventoso y polvoriento durante la estación seca.
África Austral está situada en una zona predominantemente semiárida y árida, lo que la hace muy susceptible al cambio climático. Las consecuencias de la crisis climática son el aumento del calor, la prolongación de los periodos de sequía y la disminución de las precipitaciones. En Botsuana, la temperatura ha aumentado tres grados en 100 años, lo que supone el mayor incremento de todo el hemisferio sur.
Botsuana está clasificada como altamente vulnerable al cambio climático. El cambio climático también tiene un impacto significativo debido a su gran dependencia de la agricultura, los biorecursos, un alto índice de pobreza -especialmente en las zonas rurales- y una baja capacidad de adaptación. Los principales retos son la disponibilidad de agua, los cambios en las precipitaciones y las crecientes demandas de la población. El clima y el entorno socioeconómico de las zonas semiáridas de Botsuana hacen que las comunidades sean vulnerables a la inseguridad alimentaria, la inseguridad de los medios de subsistencia, los sistemas agroeconómicos insostenibles, la pérdida de cosechas y las tierras de cultivo improductivas.

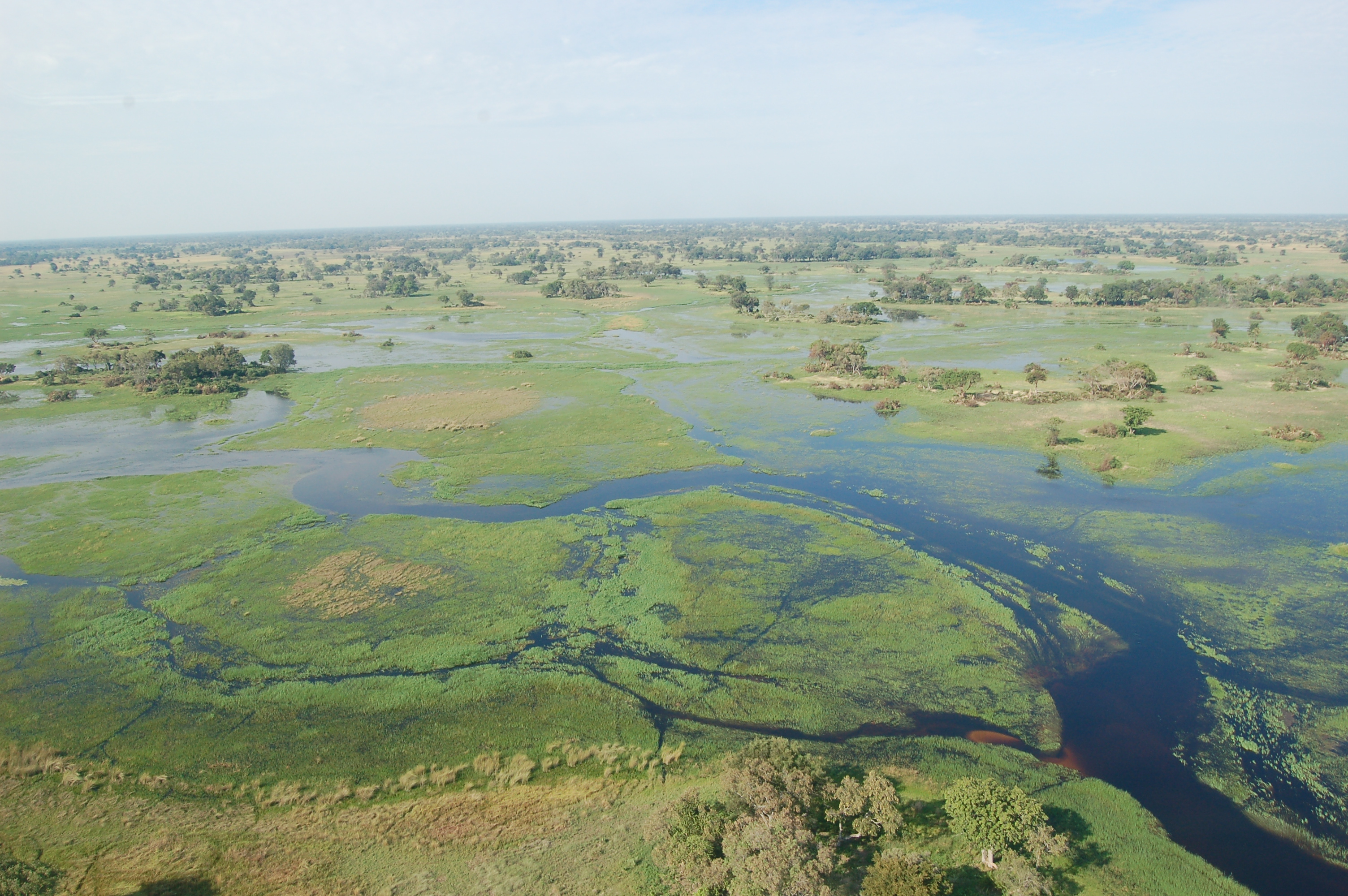
Delta del Okavango

### Ecología
Según WWF, el territorio de Botsuana se reparte entre siete ecorregiones:
- Sabana arbolada de teca del Zambeze, en el norte
- Sabana arbolada de mopane del Zambeze, en el norte y el extremo este
- Pradera inundada del Zambeze, en el delta del Okavango
- Salobral del Zambeze, en la depresión de Makgadikgadi, en el nordeste del país
- Sabana arbolada de África austral, en el este
- Sabana arbolada del Kalahari, en el centro
- Sabana xerófila del Kalahari, en el suroeste

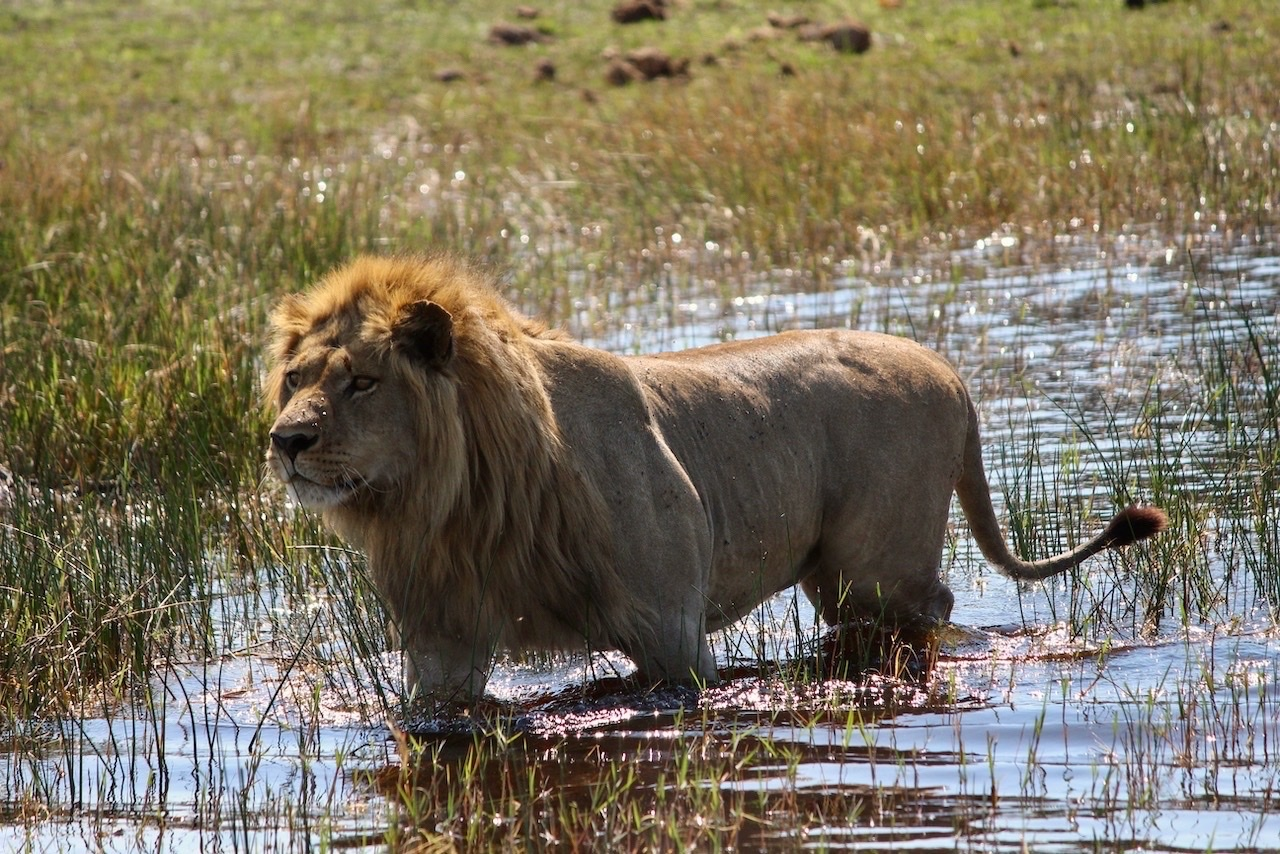
Un León del Cabo (Panthera leo melanochaita) en la Reserva de Caza Moremi

### Biodiversidad
Botsuana tiene diversas zonas de hábitat de vida salvaje Además de las zonas del delta y el desierto, hay praderas y sabanas. El norte de Botsuana tiene una de las pocas poblaciones grandes que quedan del perro salvaje africano, especie en peligro de extinción El Parque Nacional de Chobe, en el distrito de Chobe, tiene la mayor concentración de elefantes africanos del mundo. El parque abarca unos 11.000 kilómetros cuadrados y alberga unas 350 especies de aves.
El Parque Nacional de Chobe y la Reserva de Caza de Moremi (en el delta del Okavango) son importantes destinos turísticos Otras reservas son la Reserva de Caza de Kalahari Central, situada en el desierto de Kalahari, en el distrito de Ghanzi; el Parque Nacional de Makgadikgadi Pans y el Parque Nacional de Nxai Pan se encuentran en el Distrito Central, en el Makgadikgadi Pan.

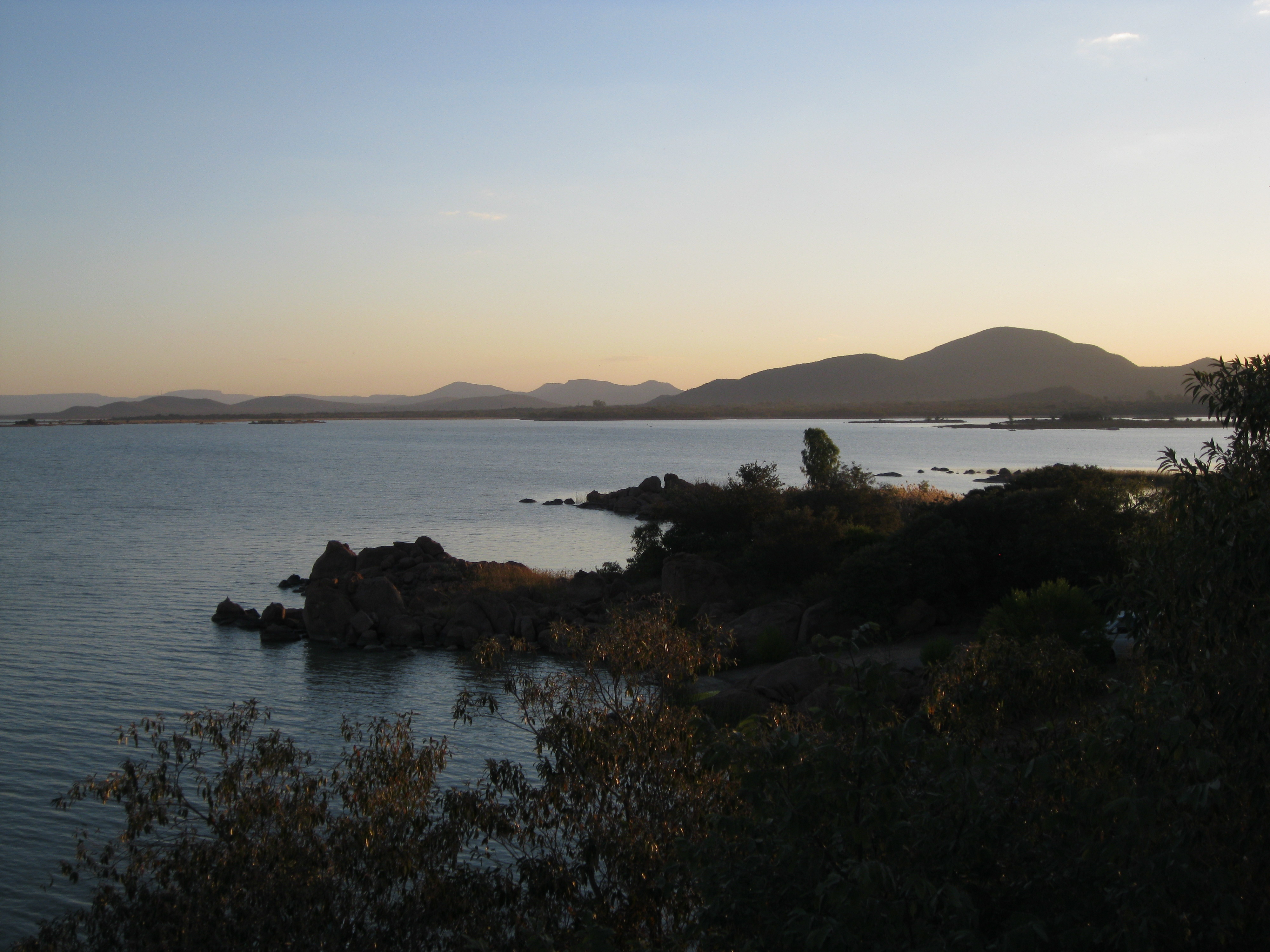
Lago cerca de Gaborone

Botsuana se enfrenta a dos grandes problemas medioambientales, la sequía y la desertificación, que están estrechamente relacionados. Tres cuartas partes de la población humana y animal del país dependen de las aguas subterráneas debido a la sequía. El uso de aguas subterráneas mediante la perforación de pozos profundos ha aliviado en cierta medida los efectos de la sequía. El agua superficial escasea en Botsuana y menos del 5% de la agricultura del país es sostenible gracias a las precipitaciones. En el 95% restante del país, la cría de ganado es la principal fuente de ingresos rurales. Aproximadamente el 71% de la tierra del país se utiliza para el pastoreo comunal, que ha sido una de las principales causas de la desertificación y la aceleración de la erosión del suelo.
Dado que la cría de ganado ha sido rentable para la población de Botsuana, ésta sigue explotando la tierra con un número de animales cada vez mayor. De 1966 a 1991, la cabaña ganadera pasó de 1,7 millones a 5,5 millones, Del mismo modo, la población humana ha pasado de 574.000 habitantes en 1971 a 1,5 millones en 1995, un aumento del 161% en 24 años.

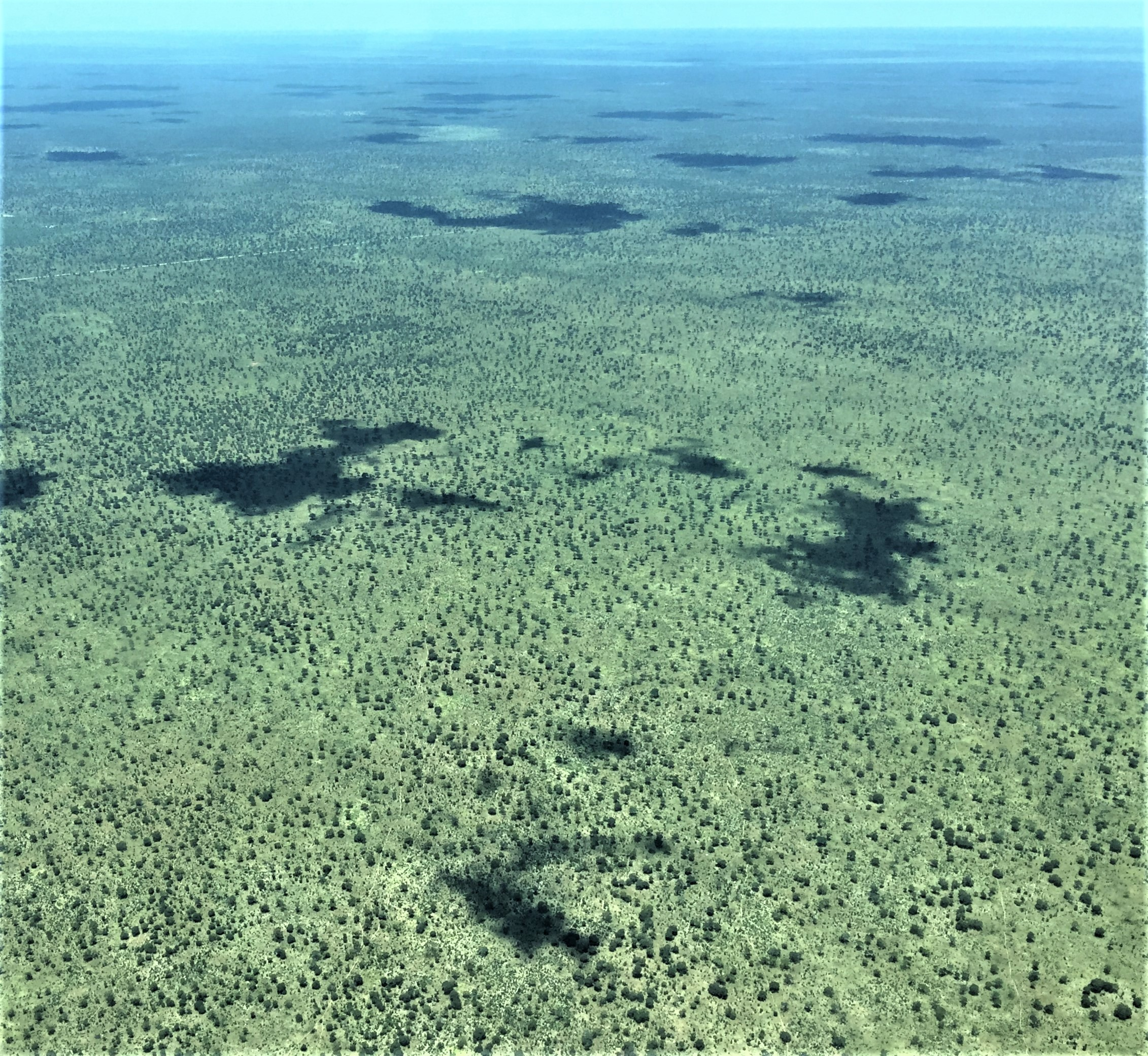
Vista aérea del Parque nacional Chobe que abarca 11.700 km² una superficie superior a la de países como Jamaica o el Líbano

Los ecologistas denuncian que el delta del Okavango se está secando debido al aumento del pastoreo. El delta del Okavango es uno de los principales humedales semibosques de Botsuana y uno de los mayores deltas interiores del mundo; es un ecosistema crucial para la supervivencia de muchos animales.
El Departamento de Recursos Forestales y de Pastizales ya ha empezado a ejecutar un proyecto para reintroducir la vegetación autóctona en las comunidades de Kgalagadi Sur, Kweneng Norte y Boteti. La reintroducción de la vegetación autóctona ayudará a reducir la degradación del terreno. El Gobierno de Estados Unidos también ha firmado un acuerdo con Botsuana por el que le concede 7 millones de dólares para reducir la deuda de Botsuana en 8,3 millones de dólares. La condición para que Estados Unidos reduzca la deuda de Botsuana es que este país se centre en una conservación más amplia de la tierra. El país obtuvo en 2018 una puntuación media del Índice de Integridad del Paisaje Forestal de 9,13/10, lo que le sitúa en el octavo puesto mundial de 172 países.
El Programa de las Naciones Unidas para el Desarrollo afirma que la pobreza es uno de los principales problemas detrás de la sobreexplotación de los recursos, incluida la tierra, en Botsuana. El PNUD se unió a un proyecto iniciado en la comunidad meridional de Struizendam, en Botsuana. 

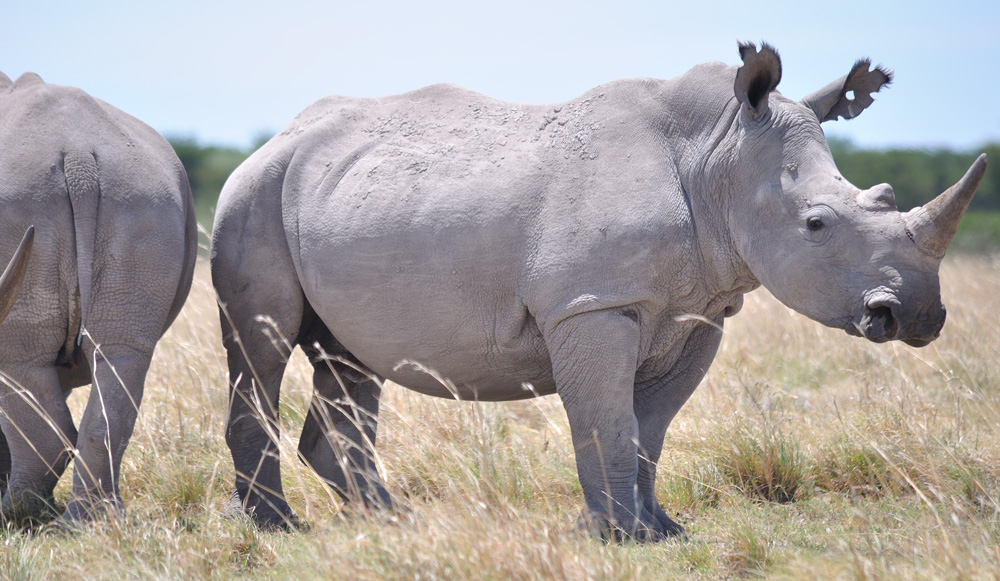
Un rinoceronte blanco (Ceratotherium simum) en el Santuario de Khama Rhino

El objetivo del proyecto es aprovechar "los conocimientos indígenas y los sistemas tradicionales de gestión de la tierra". Se supone que los líderes de este movimiento son las personas de la comunidad para atraerlas, aumentando a su vez sus posibilidades de obtener ingresos y disminuyendo así la pobreza. El PNUD también declaró que el gobierno tiene que aplicar de forma efectiva políticas que permitan a la gente gestionar sus propios recursos locales y están proporcionando al gobierno información para contribuir a la elaboración de políticas.

### Geología
La geología de Botsuana desempeña un papel importante en la economía del país. Las rocas del cratón Kaapvaal-Zimbabwe se extienden hasta Botsuana, mientras que en el este y sureste dominan las rocas metamórficas de edad Arcaica. Una cubierta más joven de rocas del Karoo y sedimentos postcretácicos del Grupo del Kalahari ocultan los márgenes occidentales de estas rocas más antiguas y ocultan también en gran medida los cinturones orogénicos proterozoicos. 

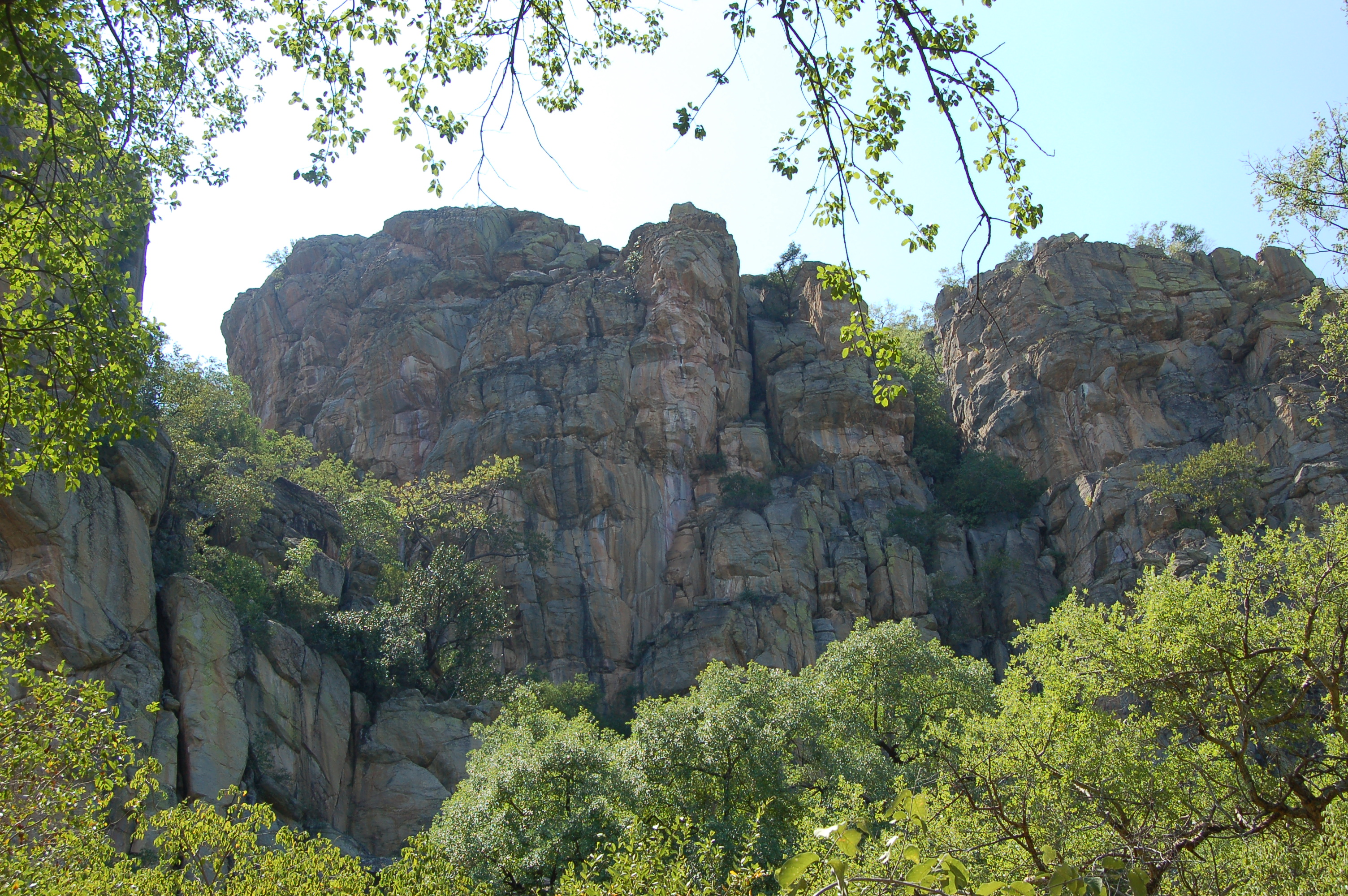
Acantilados en las colinas de Tsodilo

Este estrato más joven se depositó en la cuenca del Kalahari que subyace a grandes zonas del centro del país. En el noroeste de Botsuana, sedimentos más recientes recubren rocas de edad meso y neoproterozoica, pertenecientes probablemente al cinturón de Damara.
La ciudad de Orapa, situada en el este de Botsuana, contiene un lago de cráter fosilizado con la mayor tafocoenosis de insectos y plantas del Cretácico medio de África.
La extracción de diamantes es especialmente importante para la economía de Botsuana, ya que en 2007 representaba más de una cuarta parte del PIB del país. De hecho, Botsuana fue el primer productor mundial de diamantes por valor y el segundo después de la Federación Rusa por volumen. En Botsuana hay más de 20 tubos de kimberlita, la mayoría de edad cretácica, aunque el tubo Jwaneng, especialmente diamantífero, data del Pérmico. 

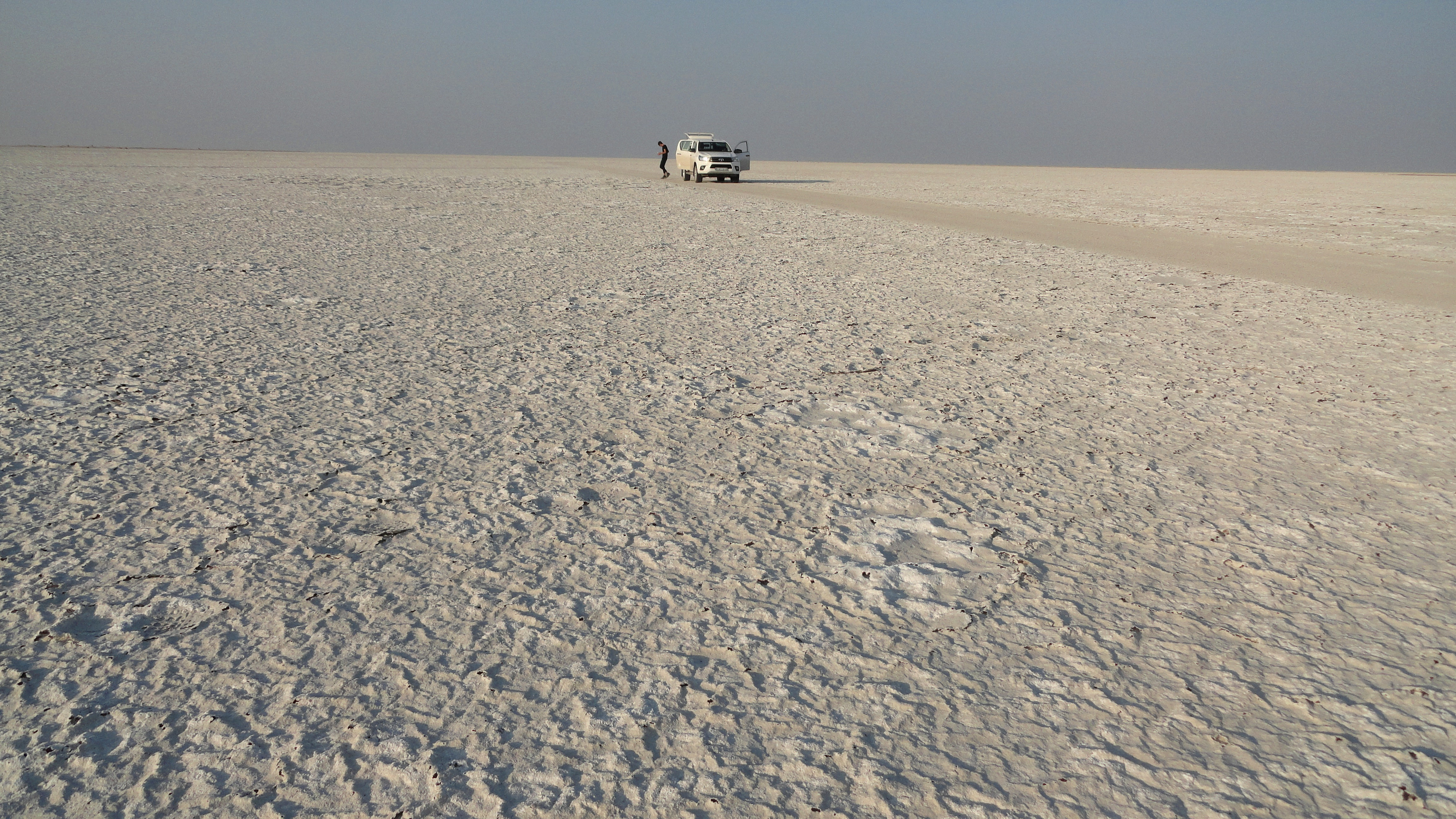
Paisaje desértico en Ntwetwe, Botsuana

El país también produce cobre, oro, níquel y cobalto, mientras que el carbón y la ceniza de sosa también son importantes, siendo las reservas de esta última sólo superadas por las de Estados Unidos. Las reservas de carbón en el este del país se estiman en 17.000 millones de toneladas. Botsuana también produce sal y diversas piedras semipreciosas, como ágata y cornalina.

## Economía
En el momento de su emancipación del Reino Unido, el 30 de septiembre de 1966, era considerada una de las veinticinco naciones más empobrecidas del planeta. Sin embargo, su subsuelo rico en minerales —especialmente diamantes— y una gestión prudente por parte del Gobierno central, permitieron la construcción de una sociedad considerada democrática y estable. Esta bonanza se ve amenazada debido a la sobredependencia de su sector minero, así como por la enorme epidemia de VIH-sida que asola la nación a través de todos los segmentos de su población.

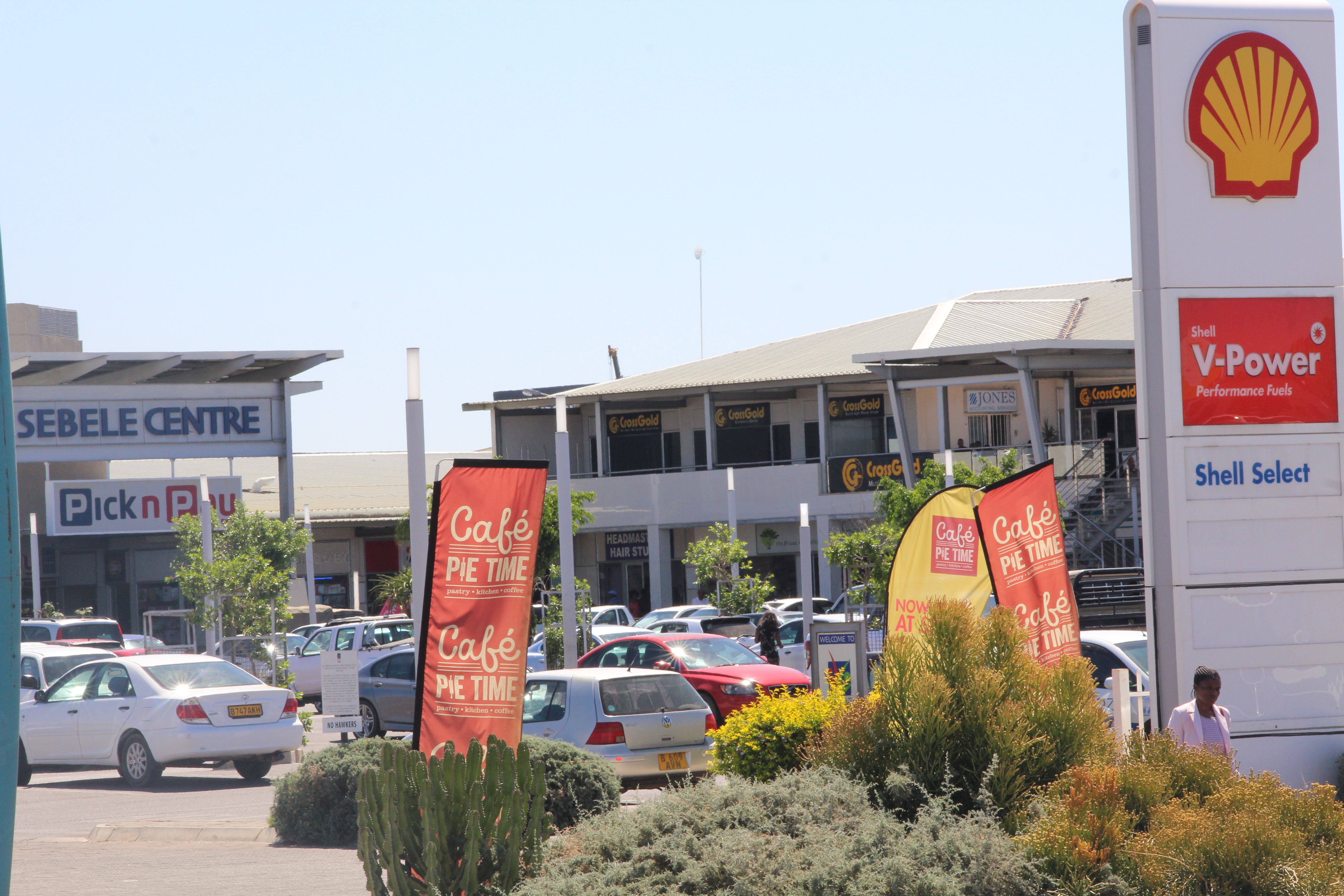
Sebele Center un centro comercial en la capital del país

Desde la independencia, Botsuana ha experimentado uno de los más rápido crecimientos de renta per cápita en el mundo. El crecimiento económico ha sido de un 9% anual de 1966 a 1999. El país ha registrado déficits fiscales en 2002 y el 2003, y una deuda exterior insignificante. Tiene la mejor calificación crediticia de riesgo soberano de África (A) Standard & Poor´s y (Aa3) de Moody´s y ha acumulado reservas internacionales del orden de 5100 millones de dólares en 2003-2004. La mejora de la economía se ha construido a partir de un acertado uso de las ganancias procedentes de las minas de diamantes, una política fiscal prudente y una política exterior cautelosa.
El gasto gubernamental fue recortado un 10% en 2002-2003 con el objetivo de enfrentarse a los crecientes gastos en servicios de salud y al déficit presupuestario. La alta incidencia de infección por VIH ha afectado mucho a la población y a la economía del país. Una de cada cuatro personas está infectada por el virus. El gobierno reconoce que la epidemia afecta a la economía del país y por eso ha planificado programas que combatan la epidemia, incluyendo tratamiento antirretroviral gratuito y un programa nacional de prevención de transmisión del virus de madres a hijos.
El déficit fiscal que mantiene el gobierno, se puede explicar en parte por un relativo alto gasto militar (dedicaba un 4% del PIB en 2004). Muchos analistas consideran esta cifra innecesaria teniendo en cuenta que Botsuana no se encuentra en una zona conflictiva, aunque el gobierno hace uso de sus tropas en operaciones multilaterales y asistencia.
Una serie de instituciones financieras puebla el sistema financiero del país, y los fondos de pensiones y los bancos comerciales son los dos segmentos más importantes por tamaño de activos. Los bancos siguen siendo rentables, bien capitalizados y líquidos, como resultado del crecimiento de los recursos nacionales y las altas tasas de interés.

Evolución histórica del producto interior bruto per cápita de Botsuana

Aunque en general está abierta a la participación extranjera en su economía, Botsuana reserva algunos sectores para los ciudadanos. El aumento de la inversión extranjera desempeña un papel importante en la privatización de las empresas estatales. Las regulaciones de inversión son transparentes, y los procedimientos burocráticos son simplificados y abiertos, aunque algo lentos. Los rendimientos de las inversiones, como los beneficios y los dividendos, el servicio de la deuda, las ganancias de capital, los rendimientos de la propiedad intelectual, las regalías, los honorarios de franquicia y los honorarios por servicios pueden repatriarse sin límites.
Debswana, la empresa minera de diamantes más grande que opera en Botsuana, es 50% propiedad del gobierno. La industria mineral proporciona aproximadamente el 40% de todos los ingresos del gobierno. En 2007, se descubrieron importantes cantidades de uranio y se proyectó que la minería comenzaría en 2010. Varias corporaciones mineras internacionales establecieron sedes regionales en Botsuana, y se prevé que se obtendrán diamantes, oro, uranio, cobre e incluso petróleo, muchos de ellos con resultados positivos. El gobierno anunció a principios de 2009 que intentaría cambiar su dependencia económica de los diamantes, ante la seria preocupación de que se predice que los diamantes se secarán en Botsuana en los próximos veinte años.
El gobierno de Mokgweetsi Masisi levantó la prohibición de la caza de elefantes en 2019 y subastará los permisos de caza a las empresas. Estas empresas las revenden luego con un margen a los cazadores de trofeos. El sur de África se ha convertido en un destino para el turismo de caza, sobre todo desde Estados Unidos.
Según el Índice mundial de innovación, a cargo de la Organización Mundial de la Propiedad Intelectual, en 2024, Botsuana se ubicó en lugar 87 en innovación entre 133 países del mundo; mientras que en 2023 ocupó el lugar 85 y el lugar 86 en 2022.

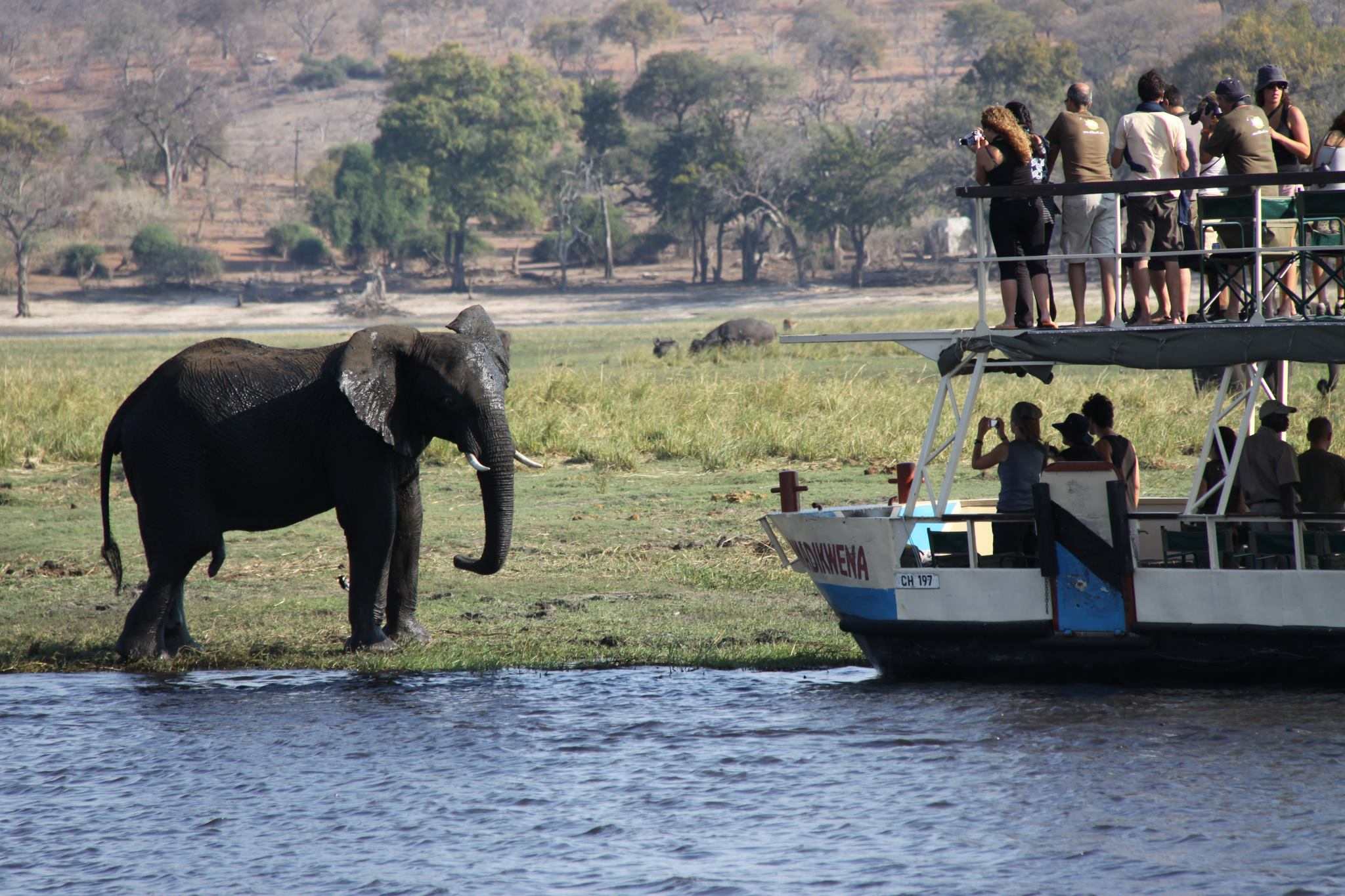
Turistas observando un Elefante en la isla de Sedudu

### Turismo
Las principales atracciones turísticas de Botsuana son sus reservas de caza, con safaris fotográficos y de caza. Otras atracciones son la región del delta del Okavango. que durante la estación lluviosa es un laberinto de vías fluviales, islas y lagos. La industria turística también ayudó a diversificar la economía de Botsuana de fuentes tradicionales como los diamantes y la carne de vacuno y creó 23.000 puestos de trabajo en 2005.
La industria turística de Botsuana comenzó a desarrollarse en el contexto de unas condiciones geopolíticas favorables en los años 90. El sur de África experimentó estabilidad política tras el fin del apartheid, así como la liberación de Nelson Mandela de la cárcel en 1990. Las mejoras globales en los sistemas de transporte y comunicación de la época contribuyeron a hacer más viable el turismo en Botsuana. En 1990 Botsuana puso en marcha una política turística con el objetivo de aumentar el número de turistas, los ingresos públicos y las oportunidades de empleo. La política se centró en atraer a turistas internacionales de alto nivel de Europa, Norteamérica, Australia y Nueva Zelanda para aumentar los ingresos. Aunque se consiguió aumentar la tasa de empleo y el sector turístico representó el 4,5% del empleo formal total en Botsuana, la mayoría de los puestos directivos mejor remunerados del sector se reservaron a trabajadores expatriados.

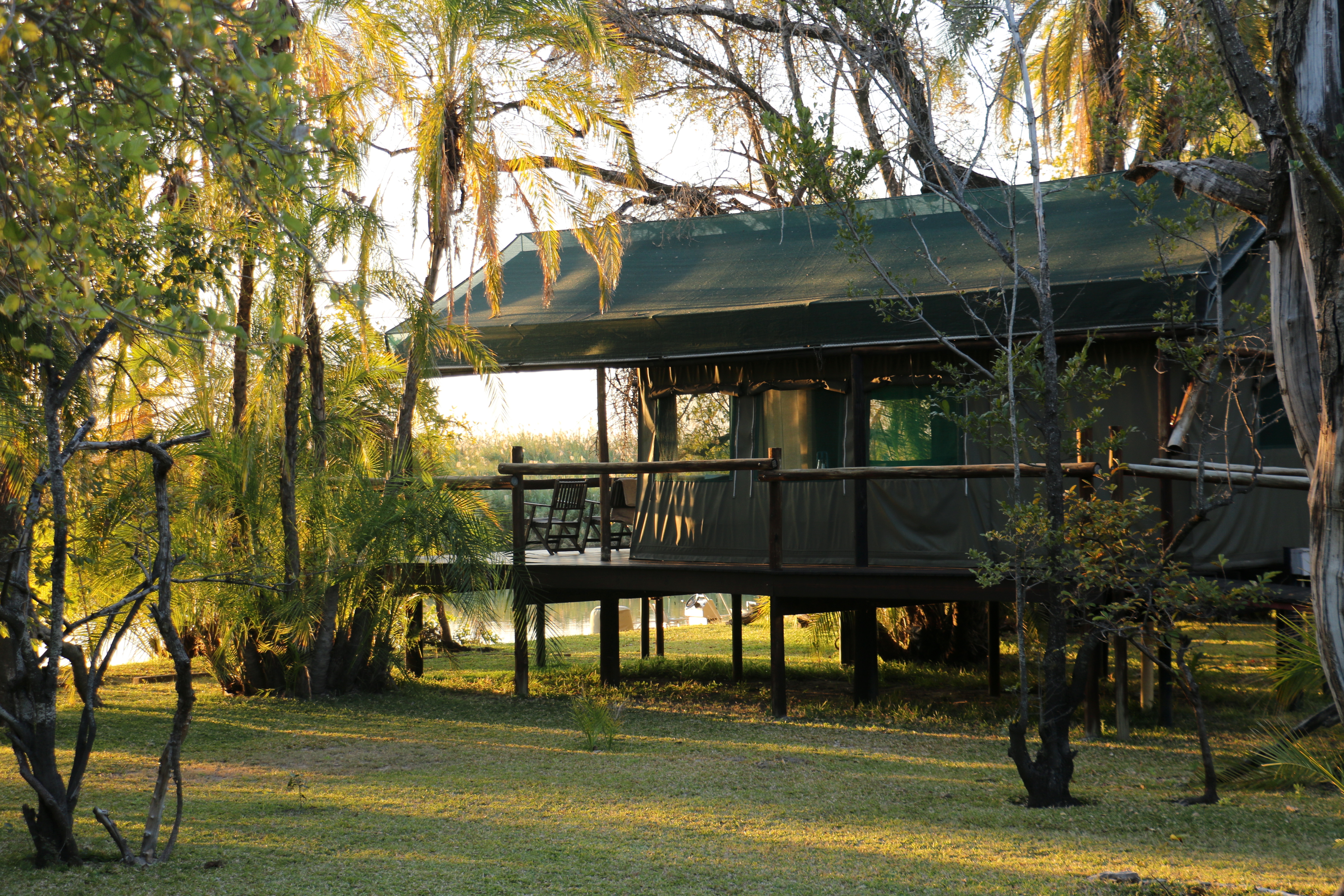
Un Hotel tipo Lodge en Botsuana

En 2020 se llevó a cabo la campaña turística Redescubre Botsuana para aumentar el turismo nacional.
Botsuana depende de los recursos naturales tanto para su subsistencia general como para el turismo. Los escasos y frágiles recursos naturales del país son especialmente cruciales para la subsistencia rural, que utiliza el agua, los bosques y los pastizales. La región del delta del Okavango es un destino turístico muy popular y patrimonio de la humanidad, así como uno de los mayores deltas interiores del mundo. Su popularidad entre los turistas ha estimulado el crecimiento de las infraestructuras, las instalaciones y los servicios de la región, incluidos bancos, hoteles y pistas de aterrizaje. Sin embargo, las comunidades locales de las aldeas de Khwai, Mababe y Sankoyo, en el Okavango, se quejan de que carecen de acceso a los recursos naturales de la Reserva de Caza de Moremi porque ha sido dominada por turistas internacionales y empresas turísticas extranjeras. Las instalaciones turísticas de Botsuana se han descrito como turismo de enclave, instalaciones autónomas que no generan mucha actividad económica en las zonas circundantes.

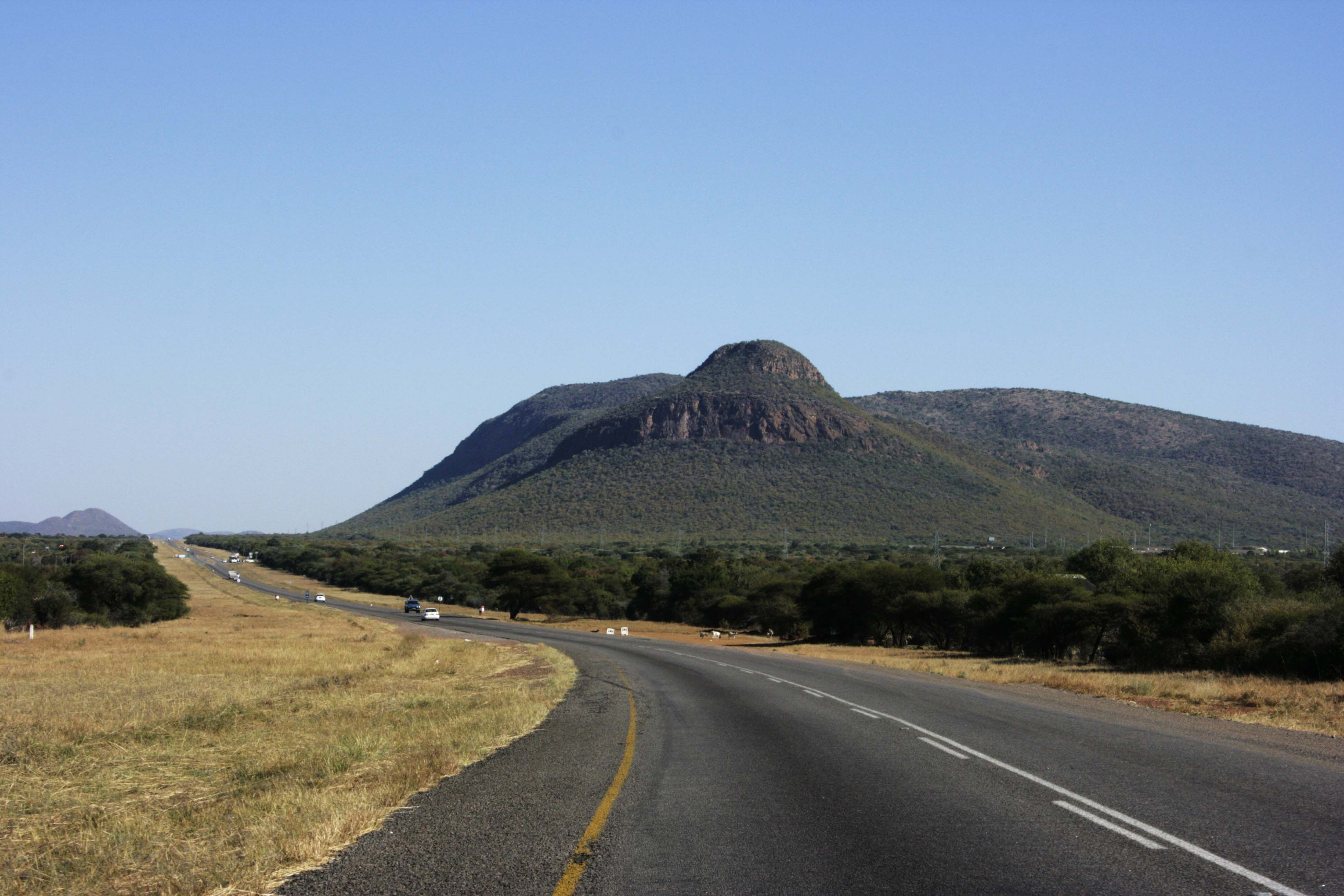
Pico Baratani en Botsuana

Aunque la gran mayoría de las atracciones se basan en los recursos naturales del país, la propia industria turística hace que los mismos recursos que ha mercantilizado sean vulnerables a los daños. Los grandes grupos de turistas pueden perturbar la vida salvaje y llevarla a migrar a otros hábitats que pueden ser insostenibles. La basura que dejan los grupos de turistas también puede alterar la composición del suelo e introducir especies invasoras nocivas en la región. Otras actividades turísticas populares, como la navegación en lancha rápida, pueden perturbar aún más la fauna acuática, mientras que la fotografía de fauna y aves puede distorsionar el comportamiento de determinadas especies, incluidas sus pautas de alimentación y reproducción.
Botsuana ha experimentado con varios métodos de conservación de los recursos naturales, entre ellos la gestión comunitaria de los recursos naturales (GCRN), que se basa en el supuesto de que la población local tiene más incentivos y está más comprometida con el uso sostenible de los recursos naturales del lugar en el que vive que el gobierno, más alejado. Sin embargo, la falta de recursos y competencias de las comunidades locales les ha llevado a menudo a depender de la ayuda de socios internacionales para lograr su doble objetivo de aumentar la prosperidad económica y conservar los recursos naturales.
La expansión del turismo cultural en Botsuana tiene el potencial de hacer que el turismo sea más sostenible al reducir la presión y el tráfico en los lugares de atracción de fauna existentes, al tiempo que crea una distribución más equitativa del desarrollo basado en el turismo al ofrecer más oportunidades a las comunidades locales para participar en la economía del turismo. El turismo cultural ofrece a los turistas la oportunidad de conocer el arte, el patrimonio y las tradiciones locales. Algunos sostienen que puede mejorar la situación económica de la población, crear empleo, aumentar la cohesión de la comunidad y el orgullo cultural, y contribuir al desarrollo de las infraestructuras. Asimismo, el turismo rural también se centra en mostrar a los turistas la artesanía tradicional y la vida cotidiana, lo que beneficia especialmente a las mujeres, que a menudo se han visto excluidas de los beneficios del turismo. Los ingresos del turismo rural crean oportunidades de formación profesional y emprendimiento para las mujeres locales. El empleo en su propio pueblo permite a las mujeres cumplir con sus obligaciones familiares al tiempo que adquieren independencia económica.

## Demografía

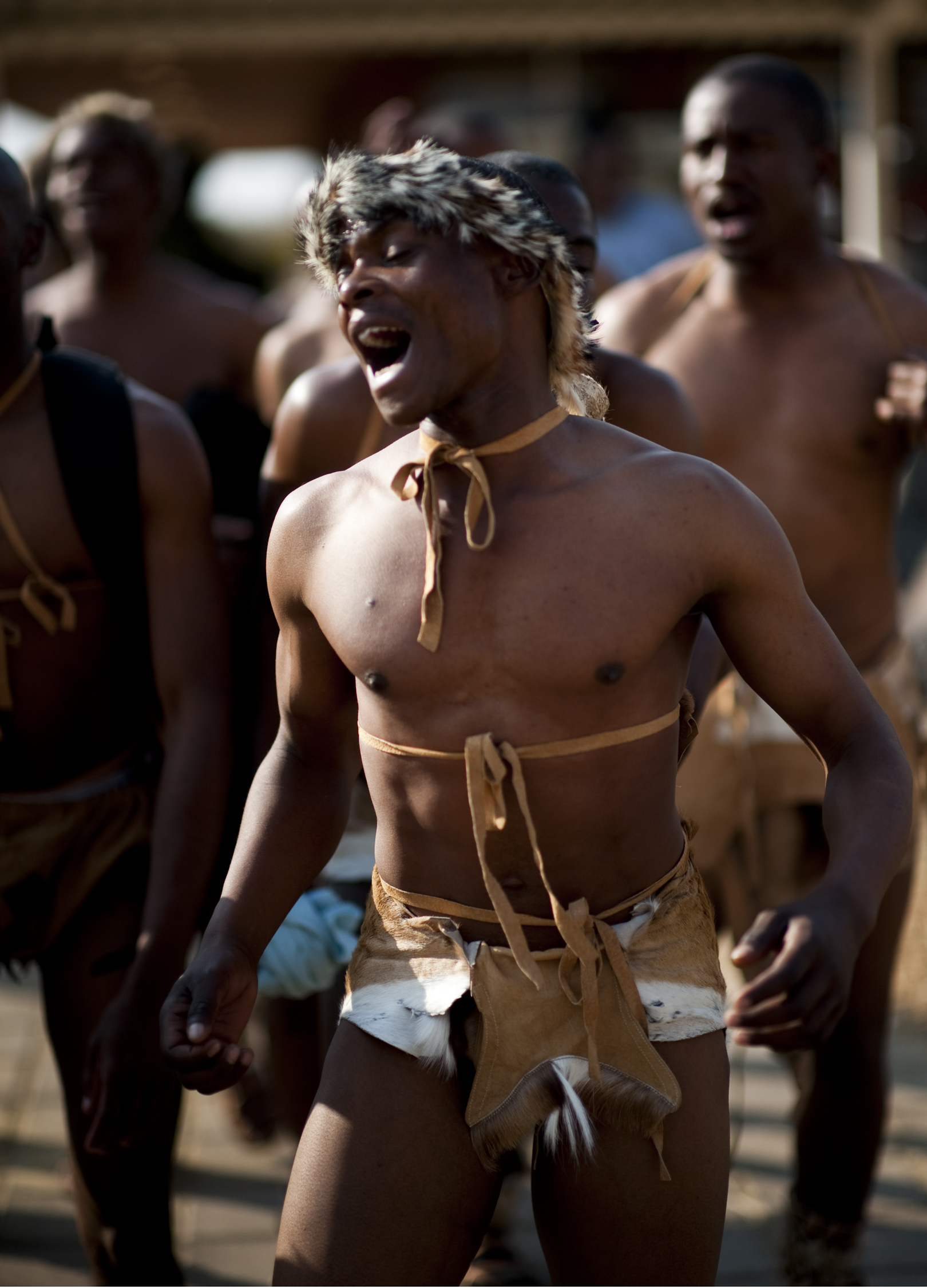
Danza tradicional.

En el año 2011, Botsuana tenía una población de 2 024 904 habitantes. De ellos el 79 % es cristiano. El idioma oficial es el inglés. La esperanza de vida es de 61 años. El promedio de hijos por mujer es de 2,5 (una de las tasas más bajas de África). Aproximadamente el 80 % de la población está alfabetizada. 
En Botsuana viven más de 60 000 nativos bosquimanos o Basarawa, especialmente en el Kalahari, donde estos cazadores-recolectores habitan hace por lo menos 20 000 años. La población de origen europeo está conformada por unos 60 000 individuos, lo que da como resultado el 3,0 % de la población total del país.
De acuerdo a estimaciones de 2012, las cinco localidades más pobladas en Botsuana sobrepasaban los 50 000 residentes; estas eran: Gaborone, la capital (231 598 habitantes), Francistown (101 714), Molepolole (69 083), Mogoditshane (60 871) y Maun (57 067).

### Sanidad
El sistema sanitario de Botsuana ha mejorado y se ha expandido de forma constante, concretamente en el hecho de que las tasas de mortalidad infantil y materna descienden de forma constante. El 85% de la población vive en un radio de 5 kilómetros (3,1 mi) de un centro sanitario. El 73% de las mujeres embarazadas acuden a los servicios de atención prenatal al menos cuatro veces. Casi el 100% de los nacimientos en Botsuana tienen lugar en hospitales.

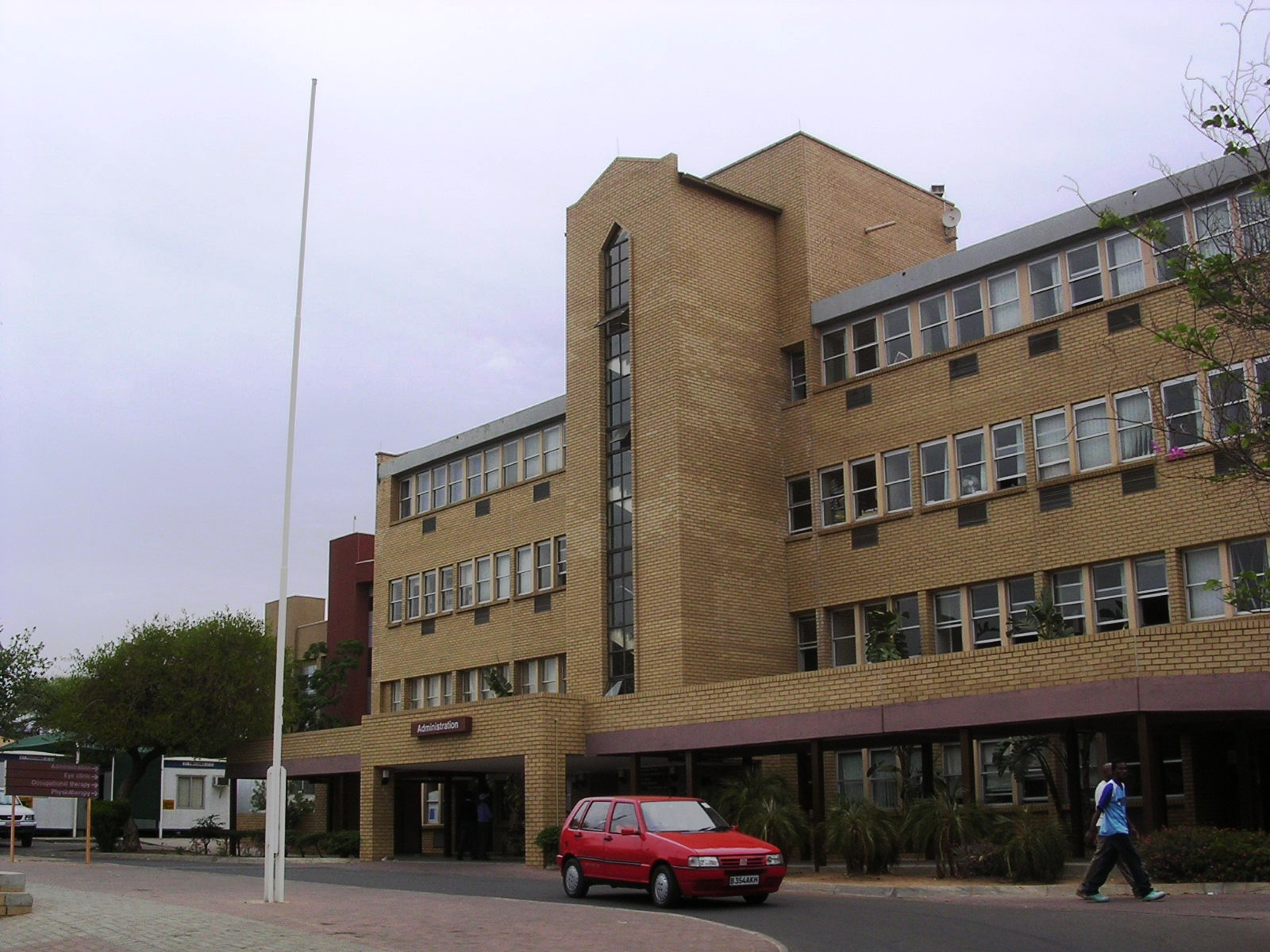
Hospital Princesa Marina en Gaborone

El Ministerio de Sanidad de Botsuana es responsable de supervisar la calidad y la distribución de la asistencia sanitaria en todo el país. Según el Banco Mundial, la esperanza de vida al nacer era de 55 años en 2009, tras haber descendido de un máximo de 64,1 años en 1990 a un mínimo de 49 años en 2002. Tras el censo de Botsuana de 2011, la esperanza de vida actual se estima en 54,06 años.
La Asociación contra el Cáncer de Botsuana es una organización no gubernamental voluntaria. La asociación es miembro de la Unión para el Control Internacional del Cáncer. La Asociación complementa los servicios existentes ofreciendo programas de prevención del cáncer y de concienciación sanitaria, facilitando el acceso a los servicios sanitarios a los pacientes con cáncer y ofreciendo apoyo y asesoramiento a los afectados.
Botsuana es uno de los países con mayor prevalencia de VIH en el mundo. Para el 2018 se estima que un 20.3% de la población es portadora del virus, un total de 370.000 personas, de las cuales 29.500 tenían entre 15-29 años, siendo principalmente mujeres (64%).
A lo largo de los años, Botsuana ha presentado mejoras en los índices de mortalidad infantil por infección de VIH/sida. Esto se ha logrado por medio de campañas tanto preventivas como de minimizar los efectos del tabú que tiene en su religión acerca de este tema.

### Lenguas

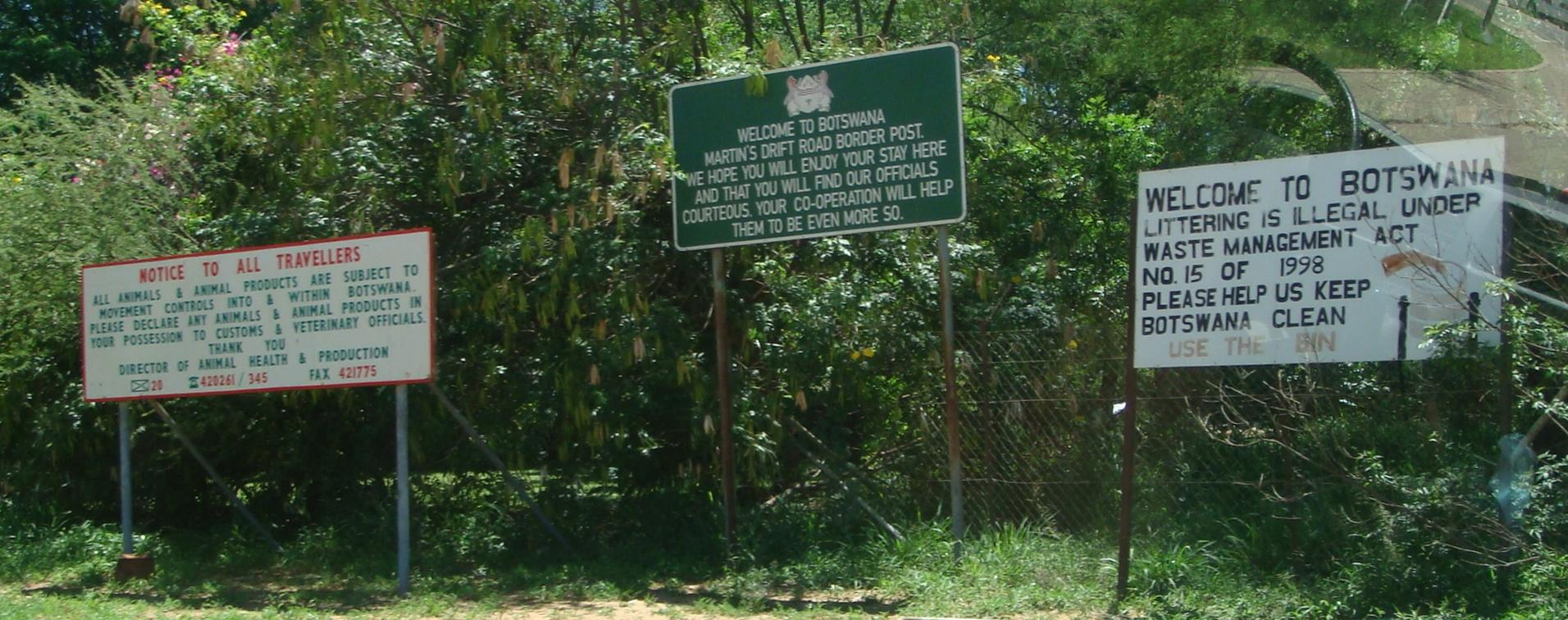
3 carteles en inglés en Botsuana

Las lenguas oficiales de Botsuana son el inglés y el setsuana. Dentro de la minoría blanca hay un importante sector que tiene como idioma materno el afrikáans. El prefijo en lengua setswana juega un papel más importante, que en otras lenguas. Así el prefijo bo- se refiere al país (Botswana), ba- se refiere al pueblo (batswana 'miembros de la etnia tswana'), mo- es una persona (motswana) y se- es la lengua (setwana). Por ejemplo, la etnia principal de Botsuana son los tswana, de ahí que el nombre de Botsuana es "el país de los tsuana". Al pueblo en sí mismo se llama batswana, al habitante de la nación se llama motswana y a la lengua hablada se le dice setswana.
Lesoto, un enclave dentro de Sudáfrica, es considerado como un país hermano. Está habitado por un grupo étnico de la misma familia, los sotho, que hablan una lengua similar. El idioma se llama sesotho y es mutuamente inteligible con los hablantes de setswana.
Además del inglés, el setwana y el afrikáans en Botsuana se hablan diversas lenguas joisanas. Del grupo joisánido central se hablan el ǁani, el shua, el tsoa, el naro y el gǁana; del grupo septentrional el juu y el ǂhõã; y del grupo meridional el !xóõ.

### Educación

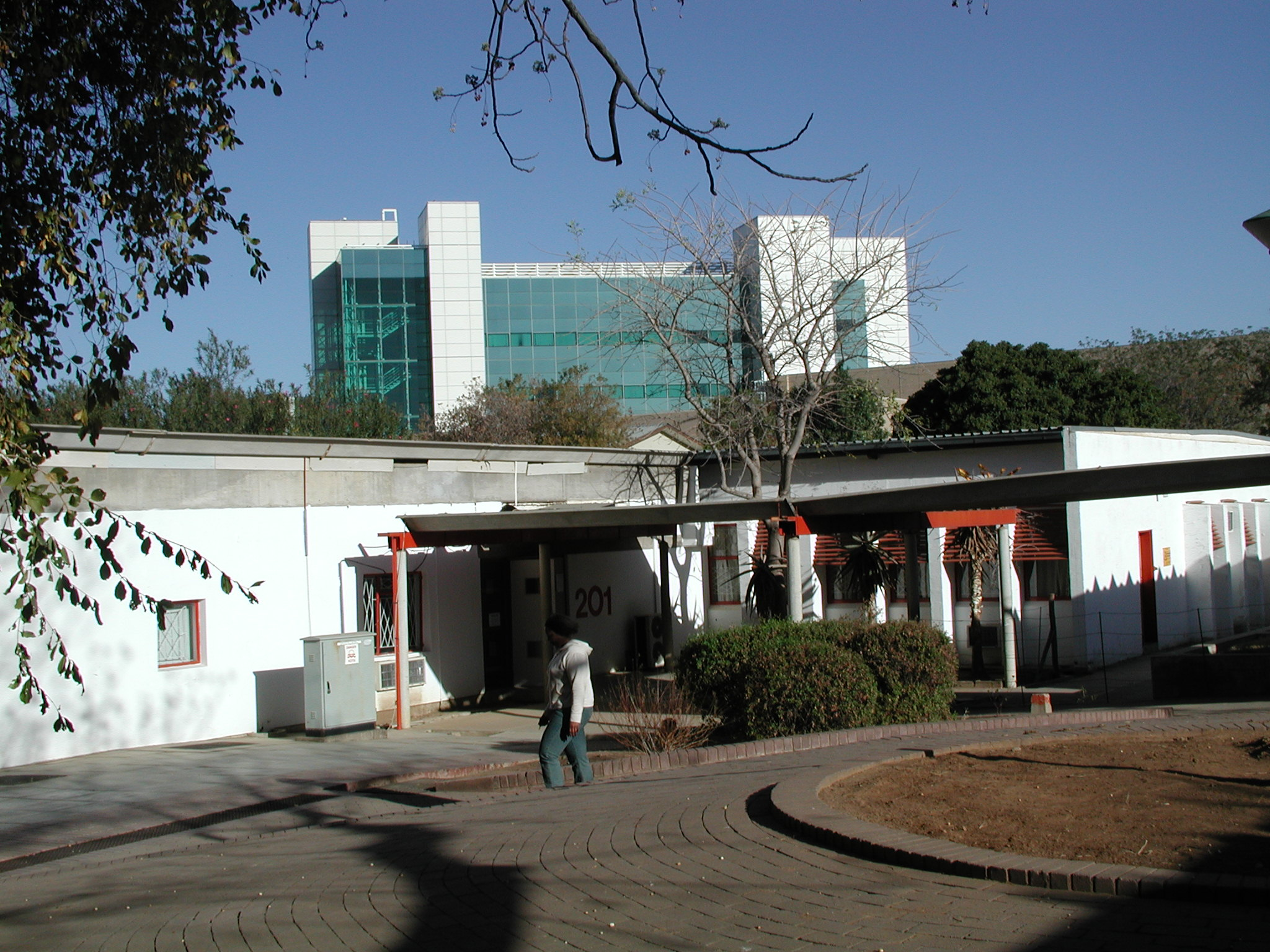
Edificios nuevos y antiguos de la Universidad de Botsuana.

Botsuana ha logrado grandes avances en el desarrollo educativo desde la independencia en 1966. En ese momento había muy pocos graduados en el país y solo un porcentaje muy pequeño de la población asistía a la escuela secundaria. Botsuana aumentó su tasa de alfabetización de adultos del 69% en 1991 al 83% en 2008.
Con el descubrimiento de diamantes y el aumento en los ingresos del gobierno que esto trajo, hubo un gran aumento en la provisión educativa en el país. A todos los estudiantes se les garantizó diez años de educación básica, lo que llevó a una calificación de Certificado Júnior. Aproximadamente la mitad de la población escolar asiste a otros dos años de educación secundaria que conduce a la concesión del Certificado General de Educación Secundaria de Botsuana (BGCSE).
En 2002, la tasa neta de asistencia escolar era del 81%, aunque esto hace referencia al número de niños inscritos en un colegio, no a la asistencia al colegio. Por otra parte, en 2001, el 86% de los niños que empezaban primaria llegaba a alcanzar quinto curso de un total de doce.
La educación secundaria no es ni obligatoria ni gratuita. Las niñas suelen abandonar antes la educación secundaria debido a un embarazo. Las principales universidades del país son la Universidad de Botsuana, el Botswana College of Agriculture, o el Botswana Accountancy College.
En enero de 2006, el gobierno anunció la introducción en ocasiones de matrículas de pago tras dos décadas de educación gratuita.

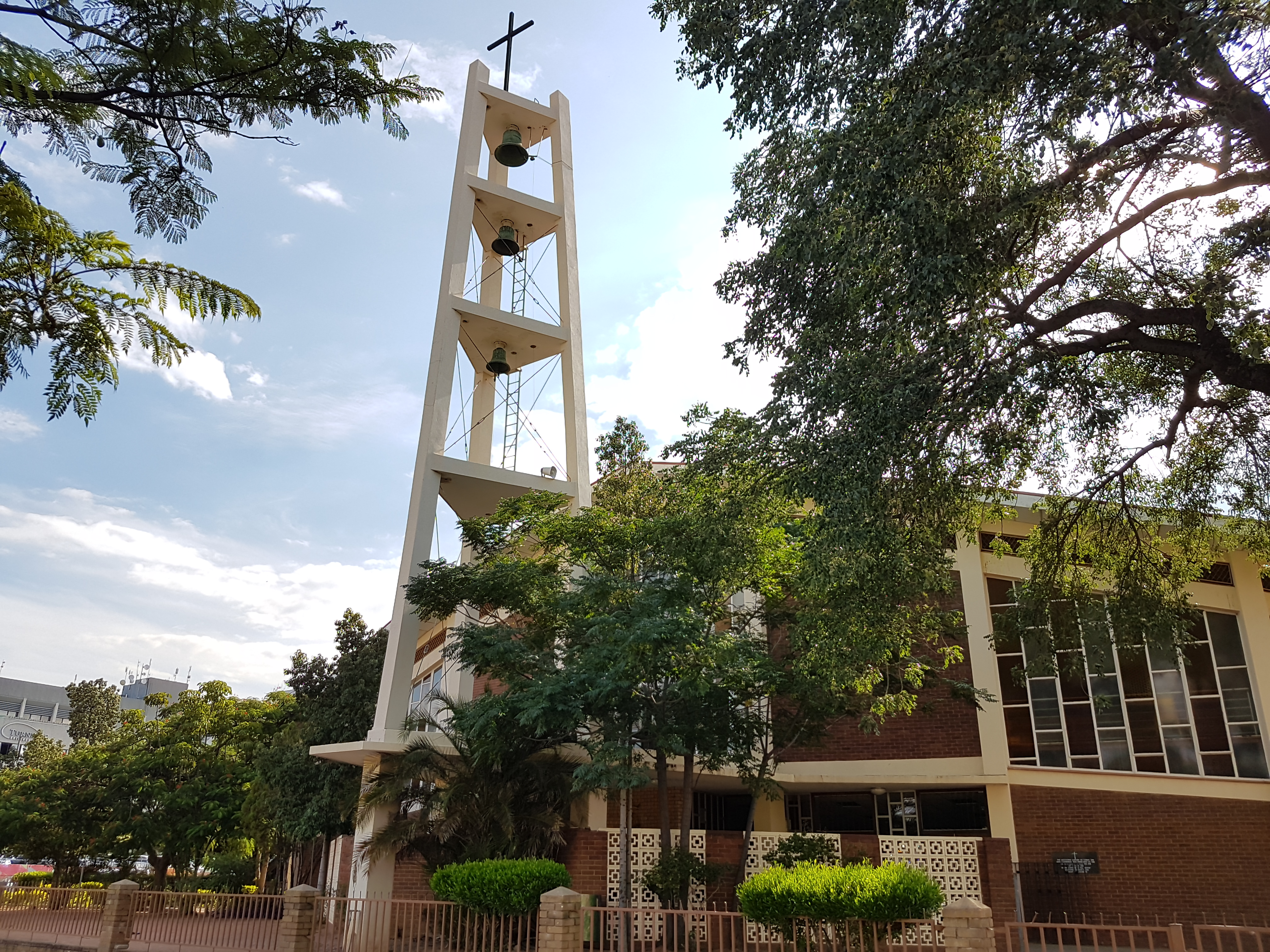
Catedral de Cristo Rey en Gaborone

### Religión
La religión principal es el cristianismo, el 72,1% de los habitantes se identifican como cristianos. Se destacan en primer lugar diversas grupos protestantes (anglicanos, metodistas, congregacionales, luteranos, bautistas) que sumados forman un 65,6%, un 6% de cristianos de la Iglesia Católica y un 1% de iglesias evangélicas, ortodoxas e independientes (testigos de Jehová, adventistas etc) que componen el resto de los cristianos. Resulta notorio el número de los no religiosos que representa el  20,6% de la población. 
El 6% de la población se identifica con formas religiosas tradicionales. El resto de confesiones religiosas son realmente minoritarias, apenas alcanzando el 1%, entre las cuales se pueden mencionar: budistas, hindúes, judíos, musulmanes y otras minorías religiosas. Las hostilidades sociales relativas a la religión son de carácter moderado tanto por parte del gobierno (la Constitución provee libertad de credo religioso, con contadas excepciones) como de las presiones sociales.
La Constitución establece la libertad religiosa. No existe una religión de Estado. Aunque es habitual que las reuniones gubernamentales comiencen con una oración cristiana, los miembros de otros grupos religiosos no están excluidos de dirigir oraciones no cristianas en tales ocasiones. La Constitución también prevé la protección de los derechos y libertades de otras personas, incluido el derecho a observar y practicar cualquier religión sin la intervención no solicitada de miembros de cualquier otra religión.

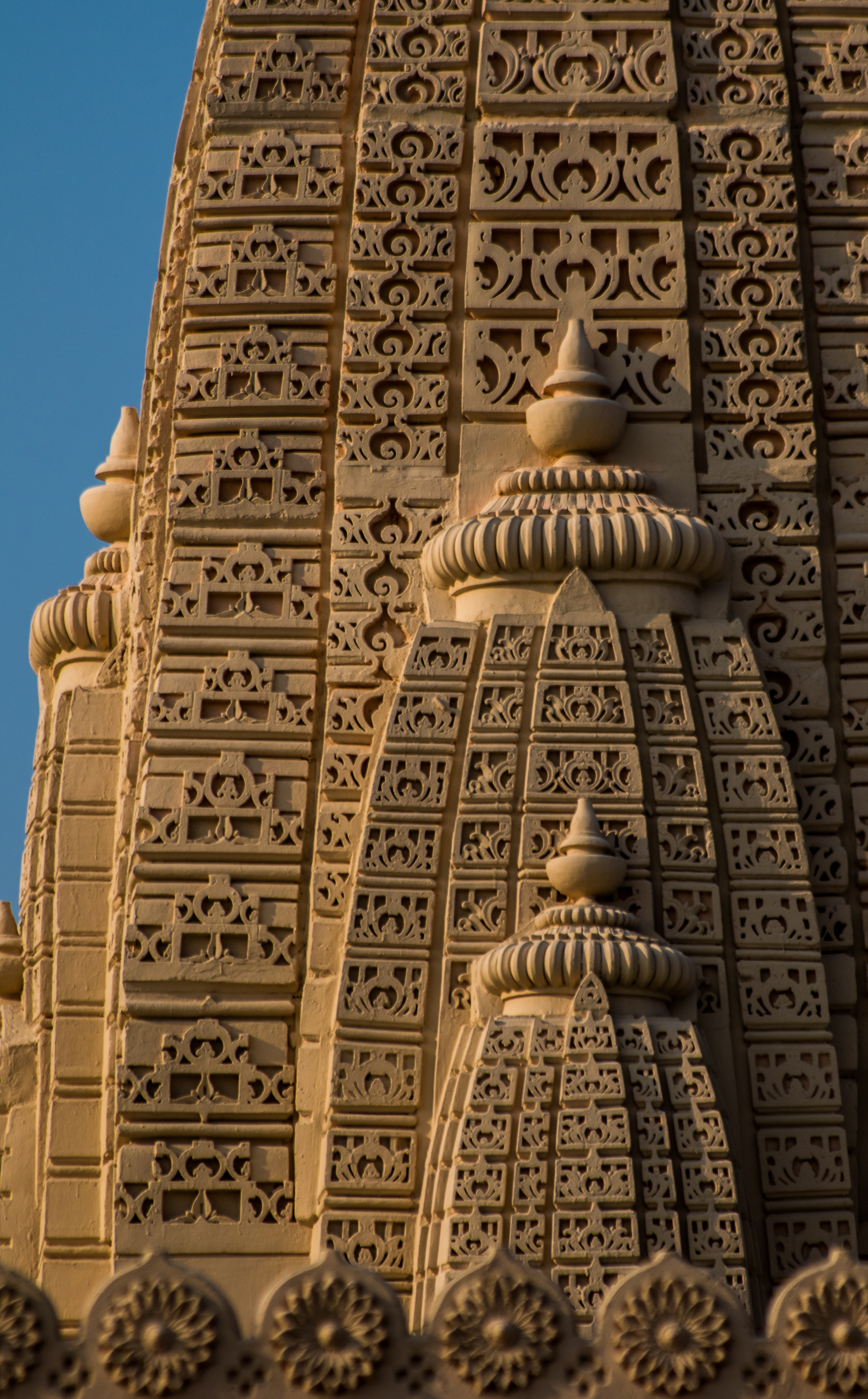
Templo hindú en Botsuana

Todas las organizaciones, incluidos los grupos religiosos, deben registrarse ante el gobierno. No existen beneficios legales para las organizaciones registradas, aunque una organización debe estar registrada antes de poder realizar negocios, firmar contratos o abrir una cuenta en un banco local. Toda persona que ocupe un cargo oficial en una organización no registrada, la gestione o colabore en su gestión puede ser sancionada con una multa de hasta 79 dólares (1000 pulas) y/o hasta 7 años de prisión. Cualquier miembro de una sociedad no registrada se expone a penas que incluyen multas de hasta 39 dólares (500 pulas) y/o hasta tres años de prisión.
La educación religiosa es una parte optativa del plan de estudios de las escuelas públicas; hace hincapié en el cristianismo, pero aborda otros grupos religiosos del país.
En 2007, sólo se reconocieron como días festivos las fiestas cristianas. Entre ellos estaban el Viernes Santo, el Lunes de Pascua, el Día de la Ascensión y el Día de Navidad. Sin embargo, se permitió a los miembros de otros grupos religiosos conmemorar sus fiestas religiosas sin interferencia del gobierno.

## Cultura
Aparte de referirse a la lengua de los grupos de personas dominantes en Botsuana, setswana es el adjetivo usado para describir las ricas tradiciones culturales de los batswana, ya sea interpretado como miembros de los grupos étnicos o tswana de todos los ciudadanos de Botsuana. En Botsuana se celebra el Día de la Independencia (Botswana Day) el 30 de septiembre.

### Música

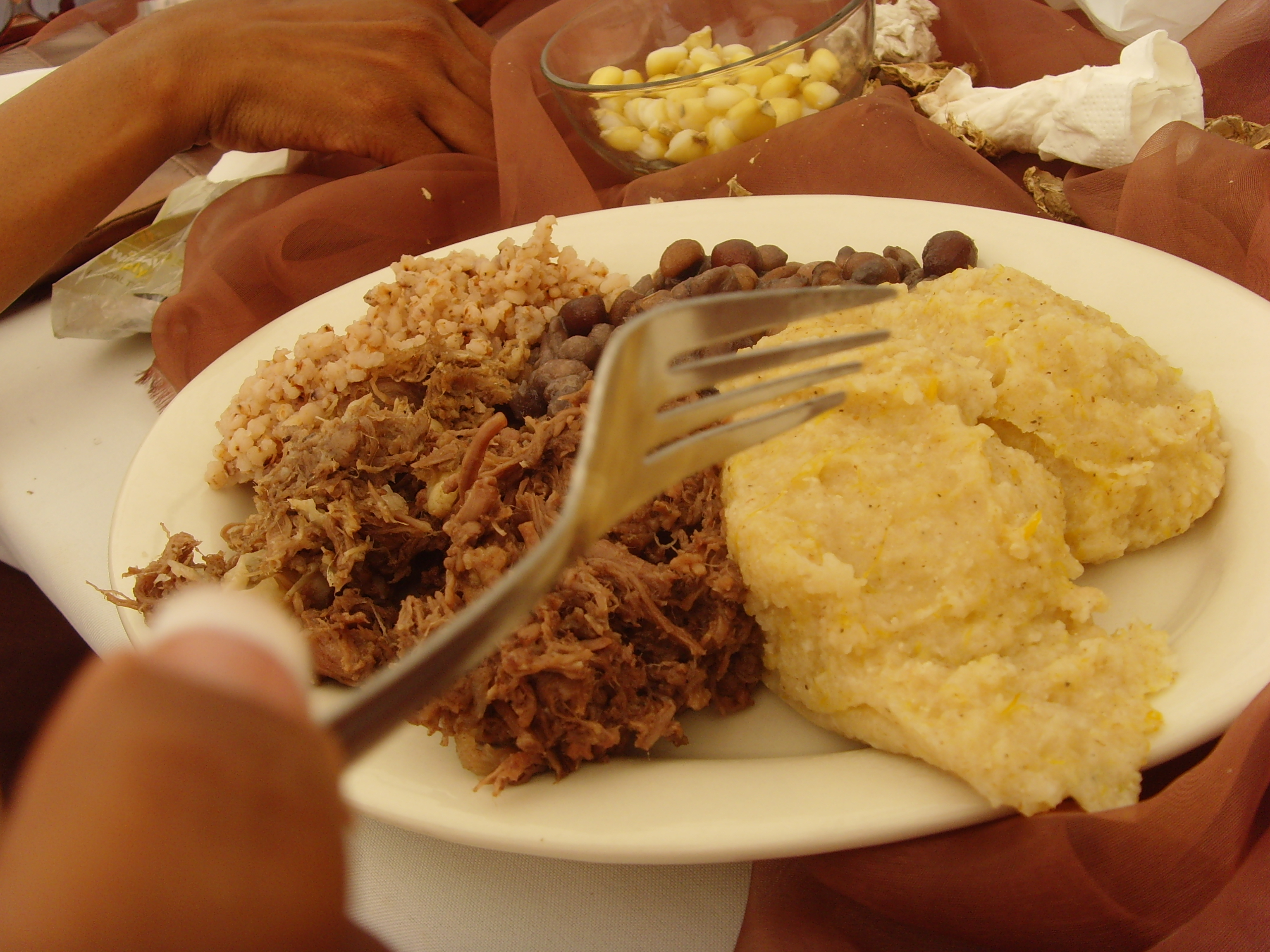
El seswaa es uno de los platos tradicionales de Botsuana.

La música tswana es sobre todo vocal y se realizan sin tambores, en ella se hace también un uso intensivo de instrumentos de cuerda. La música popular tswana incluyó instrumentos como Setinkane, Segankure/Segaba, y de las últimas décadas, la guitarra ha sido incorporada como un instrumento de música versátil para la música tswana.

### Artes visuales
En la parte norte de Botsuana, las mujeres, en los pueblos de Etsha y Gumare, son conocidas por su habilidad en la elaboración de cestas de Mokola Palm y colorantes locales. Las cestas son generalmente tejidas en tres tipos: grandes cestas con tapa utilizadas para el almacenamiento, canastos abiertos para portar objetos en la cabeza o para aventar el grano trillado, y platos más pequeños para aventar el grano machacado. El arte de estas cestas está marcado por el uso de colores y diseños mejorados, puesto que se produce cada vez más para uso comercial.

Otras comunidades artísticas notables incluyen la cerámica Thamaga y los tejedores Oodi, ambos ubicados en la parte sureste de Botsuana.

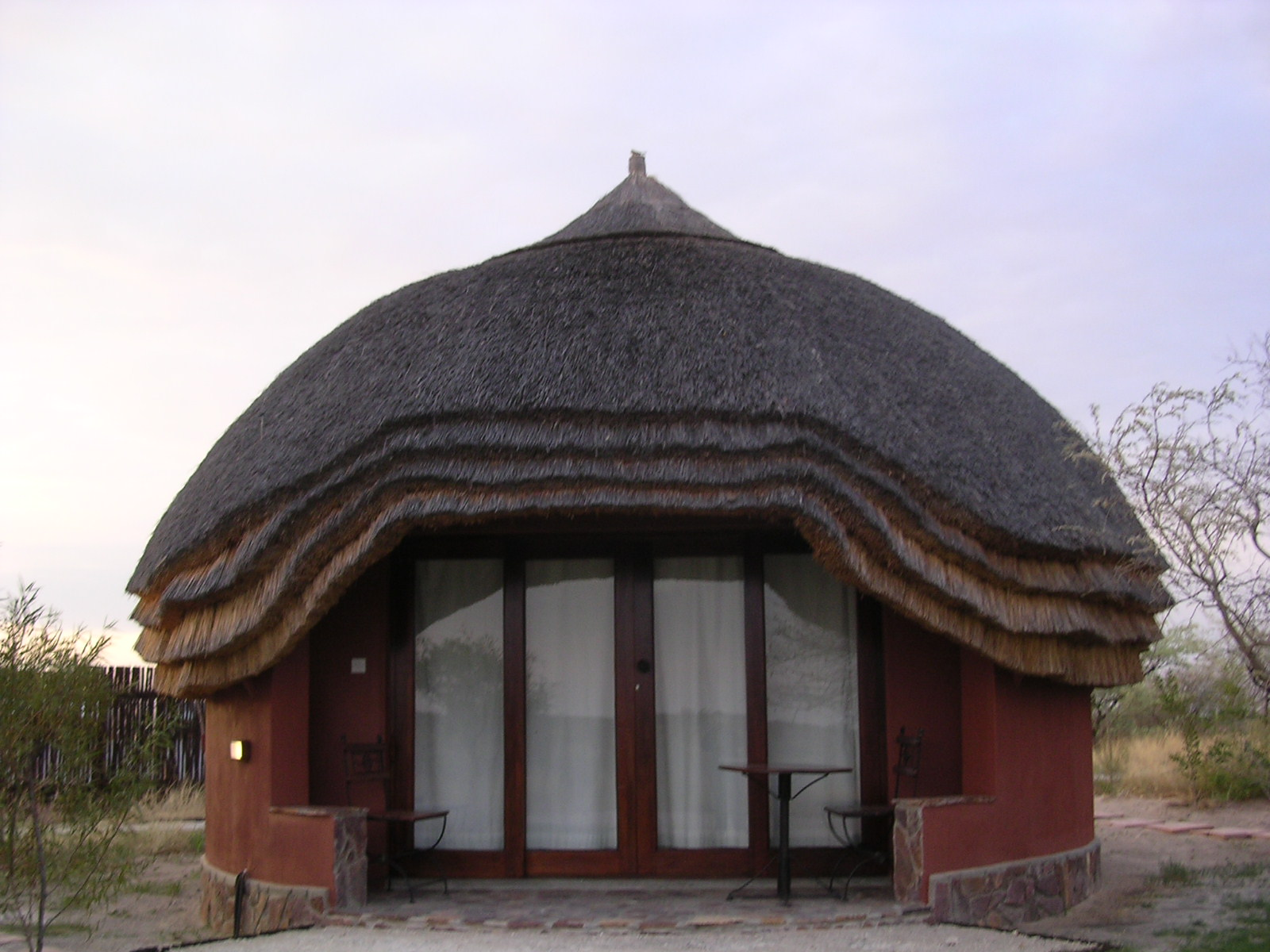
Un rondavel en un albergue cerca del Desierto de Kalahari.

Las pinturas más antiguas de Botsuana y Sudáfrica representan la caza, animales y figuras humanas, y fueron realizadas por los khoisan (! Kung San /Bosquimanos) hace más de veinte mil años en el Desierto de Kalahari.
Además de estas artes más tradicionales, hay una serie de artistas de gran talento que utilizan modernos medios para expresarse. Hay unas cuantas galerías en todo Botsuana con pinturas y esculturas. Algunas piezas están inspiradas en los bellos paisajes de Botsuana y otras en el propio pueblo.

### Literatura
Los paisajes de Botsuana han inspirado muchas novelas, y varios de sus escritores han desarrollado la literatura del país.

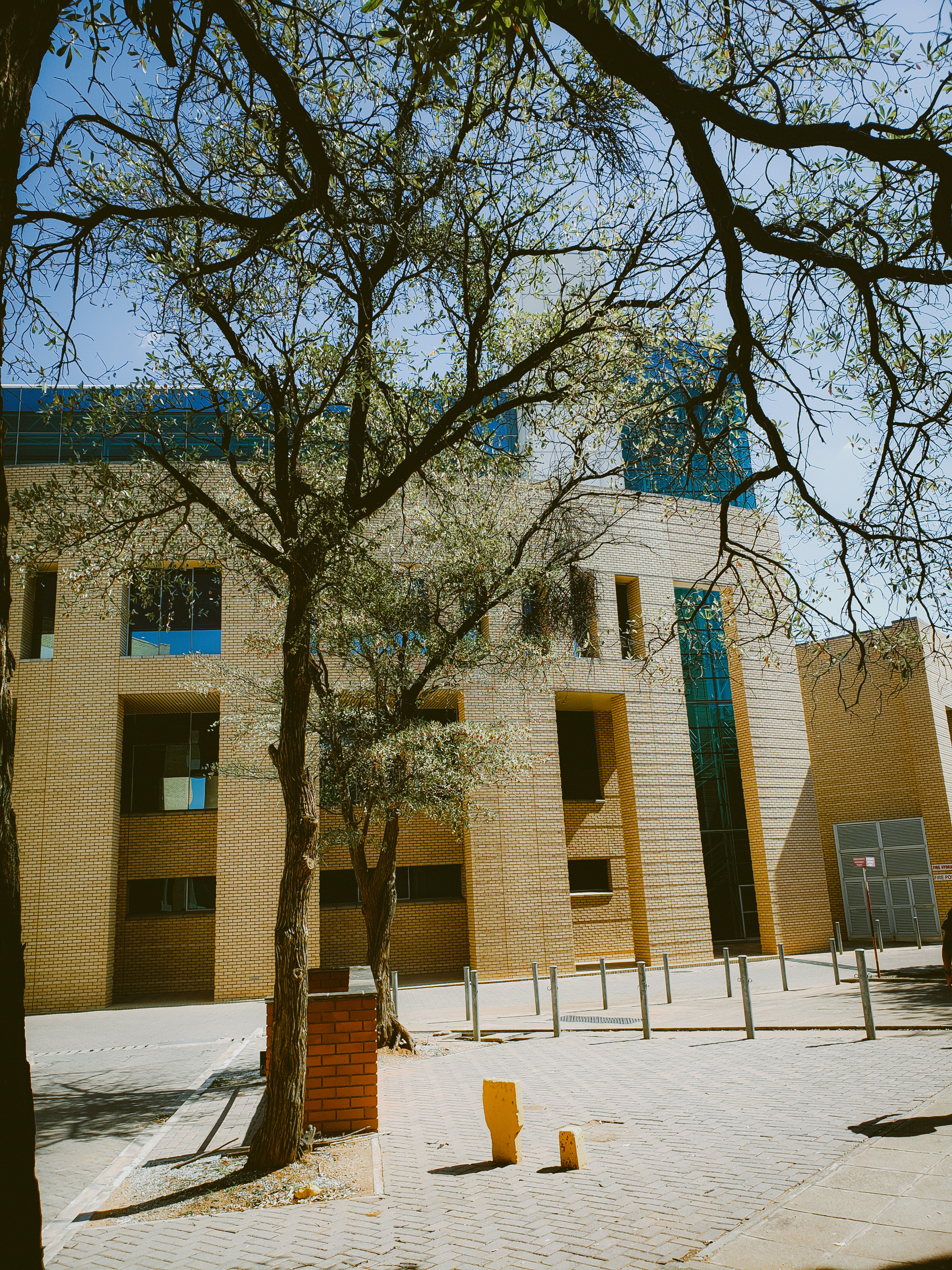
Biblioteca de la Universidad de Botsuana

Bessie Head (1937-1986) es una escritora de Botsuana. Huyó del régimen del apartheid en Sudáfrica para vivir y escribir sobre Botsuana. Vivió allí desde 1964 (cuando aún era el protectorado de Bechuanalandia) hasta su muerte, a los 49 años, en 1986. Vivió en Serowe, donde se exponen sus obras más famosas, When Rain Clouds Gather (1968), Maru (1971) y A Question of Power (1973).
Botsuana es el escenario de una serie de populares novelas de misterio de Alexander McCall Smith. La protagonista, Precious Ramotswe, vive en Gaborone. La primera novela de la serie, The No. 1 Ladies' Detective Agency, se publicó en 1998 en el Reino Unido (y en 2001 en EE UU). Estas novelas son apreciadas por su interés humano y su color local. Se rodó una película en Kgalewood, al pie del monte Kgale, en Botsuana.
Norman Rush, que fue Director del Cuerpo de Paz en Botsuana de 1978 a 1983, utiliza el país como escenario de todos sus libros publicados, que generalmente se centran en la comunidad de expatriados.
Unity Dow (nacida en 1959), magistrada, activista de derechos humanos y escritora. Procede de un entorno rural que tiende a los valores tradicionales africanos de la naturaleza. Su madre no sabía leer inglés y la mayoría de las decisiones las tomaban los hombres. Se hizo abogada y gran parte de su educación tuvo lugar en Occidente. Su educación occidental le granjeó una mezcla de respeto y recelo. Como abogada, se la conoce sobre todo por su postura sobre los derechos de la mujer. Actuó como parte civil en un caso que permitió a los niños cuya madre era la única nacional de Botsuana obtener también esa nacionalidad. La tradición y la ley anteriores a este caso indicaban que sólo los descendientes de padres botsuaneses obtenían la nacionalidad. Más tarde se convirtió en la primera mujer juez del Tribunal Superior de Botsuana. Como novelista, escribió tres libros. Estos libros tratan principalmente de la lucha entre los valores tradicionales y los occidentales, y también marcan su interés por las cuestiones de género y la pobreza en el país.
La autora e historiadora británica Susan Williams escribió un libro, Colour Bar: The Triumph of Seretse Khama and His Nation, que narra la historia del matrimonio y las luchas de Sir Seretse Khama y Lady Ruth Williams Khama.
Otros escritores destacados de Botsuana son Moteane Melamu y Andrew Sesinyi.

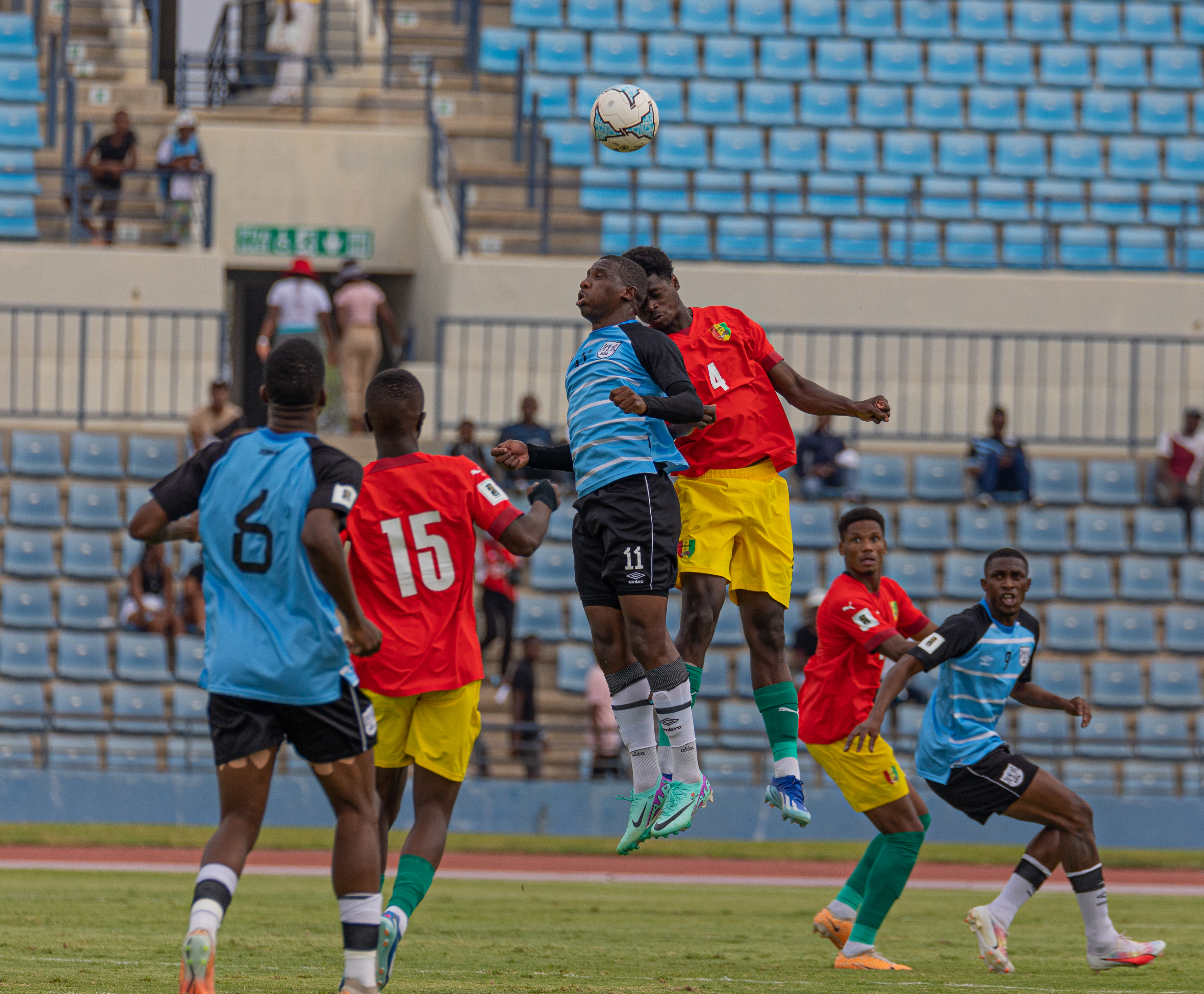
Las selecciones nacionales de Botsuana y Guinea durante un partido de futbol en 2023

## Deporte
El deporte más popular en Botsuana es el fútbol, y otros deportes populares incluyen el crícket, tenis, rugby, softbol, voleibol y el atletismo. Botsuana es miembro asociado del Consejo Internacional de Crícket.
El bridge tiene una fuerte aceptación. El bridge fue jugado por primera vez en Botsuana hace treinta años y creció en popularidad durante la década de 1980. Muchos maestros de escuela británicos expatriados enseñan de manera informal el Bridge en las escuelas secundarias de Botsuana. La Federación de Botsuana de Bridge (BBF) fue fundada en 1988 y continúa organizando torneos. El juego ha ganado en popularidad y la BBF tiene más de 800 miembros. En 2007, la invitó a la (BBF) Unión Inglesa de Bridge a conducir un programa de bridge para la enseñanza en una semana de mayo de 2008.
En el fútbol, su selección nacional no destaca internacionalmente, ya que nunca se ha clasificado a la Copa Mundial de Fútbol, y su única participación en una Copa Africana de Naciones fue en el año 2012, aunque fue eliminada en primera fase, perdiendo todos sus partidos. A nivel nacional, existe la Liga Premier de Botsuana, fue fundada en 1966, y el equipo más ganador es el Township Rollers con 10 títulos, seguido del Botswana Defence Force con 7, y el Gaborone United con 6 conquistas.

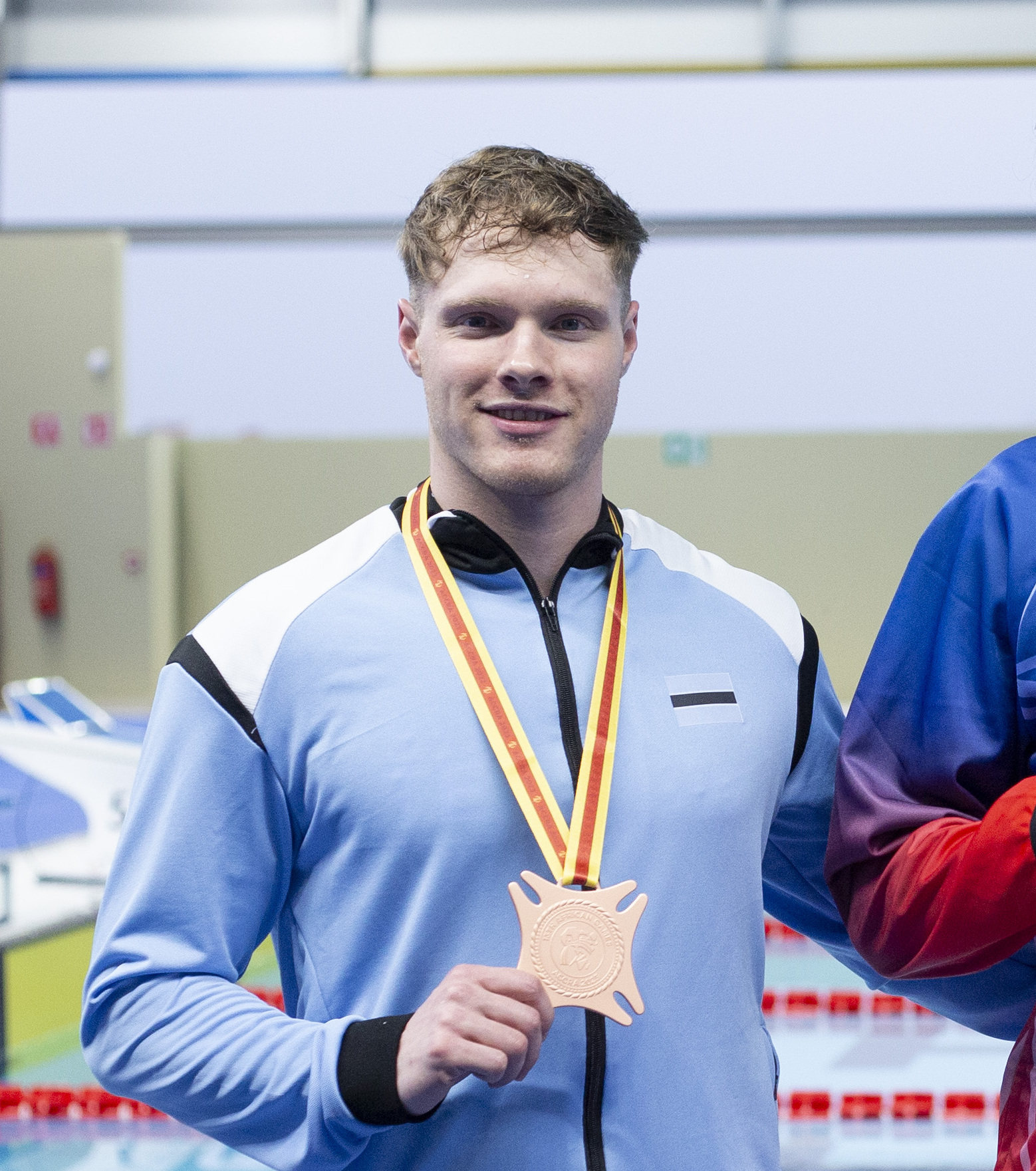
El nadador Adrian Robinson ganó un medalla en los Juegos Africanos de Ghana 2023

### Deportistas destacados
A nivel olímpico, los deportistas que más éxitos lograron fueron los atletas Amantle Montsho y Nijel Amos. En deporte motor, se destaca el motociclista de enduro Ross Branch, quien compite a nivel mundial en el Rally Dakar.

## Ciencia y Tecnología
En 2015, Botsuana planeó utilizar la ciencia y la tecnología para diversificar su economía y reducir así su dependencia de la extracción de diamantes Botsuana publicó su Política Nacional de Investigación, Ciencia y Tecnología actualizada en 2011, en el marco de un proyecto de la UNESCO patrocinado por la Agencia Española de Cooperación Internacional para el Desarrollo (AECID). 
Esta política se formuló en documentos estratégicos que incluyen el Décimo Plan Nacional de Desarrollo de Botsuana para 2016 y Visión 2016. La Política Nacional de Investigación, Ciencia, Tecnología e Innovación (2011) fija el objetivo de aumentar el gasto interior bruto en investigación y desarrollo (I+D) del 0,26% del PIB en 2012 a más del 2% del PIB en 2016. Este objetivo sólo puede alcanzarse en el plazo especificado aumentando el gasto público en I+D. Botsuana cuenta con una de las densidades de investigadores más altas del África subsahariana: 344 por millón de habitantes (en número de cabezas), frente a una media de 91 por millón de habitantes para el subcontinente en 2013. Botsuana ocupó el puesto 85 en el Índice de Innovación Global en 2023.

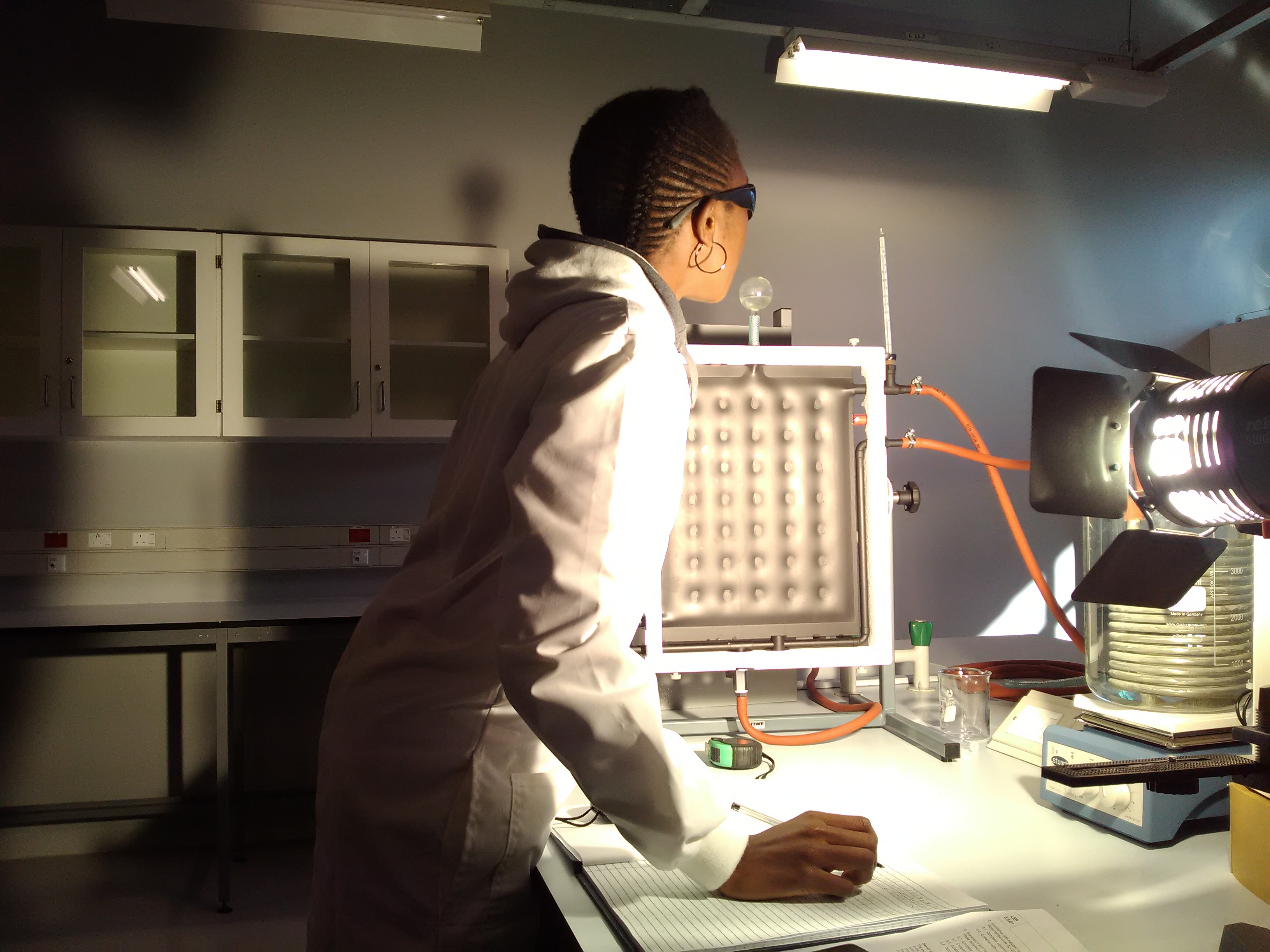
Física en un laboratorio de la Universidad Internacional de Ciencia y Tecnología de Botsuana

En 2009, la empresa Deaftronics, con sede en Botsuana, lanzó un audífono alimentado por energía solar tras seis años de desarrollo de prototipos. Desde entonces, Deaftronics ha vendido más de 10.000 audífonos. Con un precio de 200 dólares por unidad, cada audífono incluye cuatro pilas recargables (que duran hasta tres años) y un cargador solar para ellas. El producto es barato en comparación con muchos dispositivos similares, que pueden rondar los 600 dólares. En 2011, el Departamento de Investigación Agrícola de Botsuana presentó el ganado Musi, diseñado para optimizar la producción de carne de vacuno. Como híbrido de las razas Tswana, Bonsmara, Brahman, Tuli y Simmental, se espera que el compuesto permita aumentar la producción de carne de vacuno.
En 2016, el Instituto de Investigación e Innovación Tecnológica de Botsuana (BITRI) desarrolló un kit de pruebas rápidas para la fiebre aftosa en colaboración con el Instituto de Vacunas de Botsuana y la Agencia Canadiense de Inspección Alimentaria. El kit desarrollado en Botsuana permite realizar diagnósticos in situ.
El Square Kilometre Array (SKA) (MeerKAT) consta de miles de antenas parabólicas repartidas a gran distancia y conectadas entre sí para formar un telescopio gigante. Se instalarán antenas adicionales en otros ocho países africanos, entre ellos Botsuana. Botsuana fue seleccionada para participar por su ubicación ideal en el hemisferio sur y su entorno, que podría facilitar la recogida de datos del universo. El gobierno de Botsuana ha construido el telescopio precursor del SKA en Kgale View, que es la Red Africana de Interferometría de Muy Larga Base (AVN), y ha enviado estudiantes becados en astronomía.
Botsuana lanzó su propio programa de tres años para construir y lanzar un microsatélite (CubeSat) Botswana Satellite Technology (Sat-1 Project) en Gaborone el 18 de diciembre de 2020. El desarrollo del satélite correrá a cargo de la Universidad Internacional de Ciencia y Tecnología de Botsuana (BIUST), con el apoyo técnico de la Universidad de Oulu (Finlandia) y Loon, lo que supone un paso de gigante en la materialización de la ambición de Botsuana de convertirse en una economía impulsada por la tecnología. El satélite, que se utilizará para la observación de la Tierra, generará datos para la planificación agrícola y el turismo virtual en tiempo real. También puede ayudar a predecir y pronosticar el tiempo de cosecha. En 2016, para el sector de las TI, Almaz abrió una empresa de ensamblaje de ordenadores, la primera de su clase. Ditec, una empresa de Botsuana, también personaliza, diseña y fabrica teléfonos móviles. Ditec está especializada en la personalización de dispositivos con tecnología Microsoft.
El 19 de noviembre de 2021, los científicos del Laboratorio de Referencia del VIH de Harvard de Botsuana (BHHRL) descubrieron por primera vez la variante Omicron, posteriormente designada B.1.1.529, y luego bautizada como "Omicron", convirtiéndose en el primer país del mundo en descubrir la variante. Desde principios de 2021, han secuenciado genómicamente unas 2.300 muestras positivas del virus del SRAS-CoV-2. Según el Dr. Gaseitsiwe, los envíos de secuencias genómicas de Botsuana a GISAID se encuentran entre los más elevados de la región africana per cápita, al mismo nivel que los de su vecina Sudáfrica, que cuenta con muchos recursos. Botswana Harvard AIDS Institute Partnership (BHP) se creó en 2003, dos años después de que la organización paraguas abriera el BHHRL, su laboratorio de investigación del VIH construido expresamente y uno de los primeros del continente.